# Liste der Straßenbrunnen im Berliner Bezirk Steglitz-Zehlendorf
Die Liste der Straßenbrunnen im Berliner Bezirk Steglitz-Zehlendorf ist eine Übersicht der aktuell existierenden Brunnen der Not-Wasserversorgung in den Ortsteilen des Bezirks. Diese Liste ist ein Teil des Artikels Straßenbrunnen in Berlin. Im Vordergrund der Tabelle stehen die Straßenbrunnen als eine Form der Straßenmöbel.

## Straßenbrunnen im Bezirk
Nach Angaben aus dem Bezirksamt auf eine schriftliche Anfrage aus dem Abgeordnetenhaus existieren 59 funktionsfähige Anlagen. In der BVV gab es 2014 folgende Mitteilung: „Im Bezirk gibt es 220 Straßenbrunnen mit oberirdischen Pumpen, 110 davon sind betriebsfähig, 89 sind defekt. 2014 seien bereits 60.000 Euro aus dem Bereich Straßenunterhaltung für Reparatur- und Instandhaltungsarbeiten ausgegeben worden. Um noch mehr Pumpen funktionsfähig zu machen, fehle das Geld. Die Wasserqualität werde alle drei Jahre geprüft, reicht sie nicht aus, werden die Anlagen mit Ketten verschlossen. Das ist derzeit bei 21 der Fall.“ Nach der Drucksache 7/15418 gibt es im Bezirk 173 Landesbrunnen.
Eine Karte zu den aktuellen Standorten findet sich auf der Seite des Grünflächenamtes des Bezirks unter der Überschrift Standorte öffentlicher Straßenbrunnen in Steglitz-Zehlendorf und ebenfalls als Liste.
Die Arten der Brunnengehäuse im Bezirk unterscheiden sich nach dem Standort im Bereich der Altbezirke, die in der unteren Liste nach den Ortsteilen zu unterscheiden sind. Von der Ausrüstung Berlins mit den Zapfstellen in den 1960er Jahren durch Pumpensysteme nach der Ausgestaltung von Schliephacke, stehen noch solche auch Rümmler-Pumpe genannten Exemplare in den 2020er Jahren. Die im Bezirk allgemein grünlackierten Rohrsäulen besitzen meist einen blau lackierten Schwengel. Der Schwengelgriff ist diesem Aufsatz durch die Schwengelgabel mit dem Kolbengestänge verbunden. An der Säule des Ständers sind die ebenfalls blau lackierten Austrittsrohre direkt oder an „Hülsen“ angeschraubt oder angeflanscht oder in am Ständer angeschweißten Rohrstücken eingefügt/fixiert.
Ein aktuelles Standortverzeichnis folgt aus den Ergebnissen der Straßenbefahrung, die 2014/2015 vom Senat beauftragt wurde. Diese Daten wurden digital auf Ausstattungsstücke an den Straßen ausgewertet und werden als Kartenmaterial unter Geoportal des Landesvermessungsamtes angeboten. Erreichbar ist das Kartenmaterial über den Link des Geoportals. Die für diesen Artikel wichtigen Kartendetails sind mit dem Suchwort „Straßenbefahrung 2014“ erreichbar und mit der entsprechenden Adresse zu suchen. Standorte der Straßenbrunnen sind mit einem blauen Quadrat markiert. Als Untergrund für die Darstellung kann weiteres Kartenmaterial ausgewählt werden. Der Überblick über die Standorte von Berliner Straßenbrunnen ist über eine OSM-gestützte Karte im Vergleich von WP-erfassten und der 2014 erfassten Notwasserbrunnen möglich.
Neben den berlinweit verbreiteten Kunststeinplatten mit rechteckiger Vertiefung oder ovaler Mulde sind im Bezirk die einer „Backmulde“ ähnlichen Beckensteine mit dreiseitig erhöhtem Rand zu erwähnen. Sie sind zum Brunnen hin geschlossen und haben (zur vierten Seite) eine breite Ausflussöffnung in Richtung Bordstein und Fahrbahn. Es liegen auch glatte Charlottenburger Platte, die den Aufschlag hemmen, gleichzeitig haben Abflüsse auch keinerlei Veranlassung bei unbefestigter Umgebung in den Boden. Seit Mitte der 2010er Jahre werden neu gesetzten Brunnenständer mit eisernen Straßeneinlässe neben dem Fußflansch ausgebaut, die eine eigene Zuführung zum Regenkanal in der Straßenableitung darstellen.
Entsprechend der Auskunft des Bezirksamtes Steglitz-Zehlendorf vom November 2019 stehen im Bezirk insgesamt 234 Brunnen, 2009 waren es 220. Für Trinkwasserzwecke nicht unmittelbar geeignet sind demnach 44 Standorte wegen chemischen und 16 wegen bakteriologischen Verunreinigungen. Für 2016 wurden aus dem Bezirksamt auf eine schriftliche Anfrage von 2017 59 funktionsfähige Brunnen genannt.
Die Finanzierung der Reparaturen und Arbeiten an den „Grünen Plumpen“ obliegt dem Bezirksamt. Kostenträger für die Landesbrunnen ist die zuständige Senatsverwaltung, eine weitere Gruppe sind die für den Zivilschutz geplanten Notbrunnen, der Bund als Eigentümer trägt die Kosten auf Anforderung des Landes Berlin. Die Anforderung für das Instandsetzen der Bundesbrunnen wird von der für Umwelt zuständigen Senatsverwaltung vermittelt. Bei regelmäßigen Beprobungen auf Wasserqualität (Gesundheitsamt) oder bei Komplexkontrollen durch Brunnenfirmen und das Ordnungsamt können Änderungen festgestellt werden. Im Bedarfsfall ist individuell der zeitgerechte Zustand am jeweiligen Standort festzustellen.
Eine Pressemitteilung aus Steglitz-Zehlendorf von 2017 merkte an: „Im Frühjahr und Sommer werden die Straßenpumpen im Bezirk gern genutzt. […] Doch fast die Hälfte der Pumpen ist gesperrt. Grund ist die schlechte Wasserqualität. Das Gesundheitsamt hat die Sperrung der Pumpen veranlasst, nachdem Keime im Wasser festgestellt wurden. 110 von insgesamt 225 Pumpen im Bezirk sind nun mit einer Kette gesichert. Eine Öffnung der Pumpen, um im Sommer Wasser zum Gießen entnehmen zu können, ist nicht möglich. Das Risiko, dass Kinder oder Hunde vom belasteten Wasser trinken und erkranken könnten, sei zu groß, teilt das Gesundheitsamt mit. Um sie wieder einsatzbereit zu machen, müssten die Anlagen an anderer Stelle neu gebohrt werden. Doch dafür stünden keine Finanzmittel zur Verfügung.“ Das Wasser ist für die „Notwasserversorgung“ vorgesehen, Trinken des Wassers auch aus intakten Pumpen sollte auf Anraten des Gesundheitsamtes vermieden werden. Das geförderte Grundwasser ist nicht wie Leitungswasser nach Maßgabe der Trinkwasserverordnung aufbereitet.
„Die Straßenbrunnen wurden zum größten Teil während der so genannten Berlin-Blockade gebohrt und dienten der Notwasserversorgung der Bevölkerung. Alle Brunnen mit Trinkwasserqualität zu erhalten, wäre eine kostspielige Angelegenheit. So hat das Umweltamt mit dem Tiefbauamt 26 Brunnen ausgewählt, die in der Nähe von Kinderspielplätzen, Schulen und öffentlichen Spielplätzen stehen. Diese Brunnen werden regelmäßig auf ihre Trinkwasserqualität hin untersucht, alle anderen Pumpen erhalten den Hinweis „Kein Trinkwasser“. In Steglitz gibt es darüber hinaus auch 14 Eigenwasserversorgungsanlagen auf privaten Grundstücken – sie dienen der gewerblichen Brauch- und Kühlwasserversorgung und der Notwasserversorgung eines Krankenhauses. Die Wasserqualität dieser Eigenbrunnen wird, abhängig von der Fördermenge und der Art der Nutzung, regelmäßig vom Umweltamt überprüft.“

## Beschreibung der Liste
Die Liste ist nach Ortsteilen, Flurabstand des Grundwassers und Pumpenform sortierbar und nach den Zahlen der Brunnennummerierung vorsortiert. Nicht näher erkennbare Grundstücksnummern sind in Klammern und teilweise mit vorgesetzten „#“ in der Adresse markiert. Die Brunnenkennzeichnung wurde vor der Bezirksfusion innerhalb der Alt-Bezirke vergeben, Zahlen können sich dadurch wiederholen. In der Beschreibung sind markante Umstände zusammengetragen und mit Abbildungen ergänzt, weitere liegen nach Ortsteilen gegliedert auf Wikimedia-Commons. Für die folgende Liste wurden auch Unterlagen aus dem Projekt OpenStreetMap genutzt, wo aufgefundene (vorrangig historische) „Plumpen“ und Standort seit 2005 enthalten sind.
Die in der Brunnen-Liste notierten Fakten wurden 2020 festgestellt, die Grundlage ist eine Liste aus dem Bezirksamt von 2004 (Stand November 2003). Die Zuständigkeit für die Straßenbrunnen liegt beim Bezirksamt, die Zugehörigkeit unterscheidet zwischen „Landesbrunnen“ als Einrichtungen des Katastrophenschutzes und „Bundesbrunnen“ als Einrichtungen des Zivilschutzes.
Die Angaben zum Flurabstand ersetzen die fehlenden Bohrtiefen und geben damit eine Hilfe zur Lage der Wasserhaltung am Quellort. Der Flurabstand des Grundwassers (im Jahr 2009) wurde dem Umweltatlas Karte „Flurabstand des Grundwassers 2009 differenziert“ entnommen. Zum Auffinden der Standorte sind Adressen angegeben, außerdem wurden unter der Lage auch die Planungsräume aufgenommen. Vor Ort nicht näher erkennbare Grundstücksnummern (beispielsweise keine Hausnummer) sind in Klammern und teilweise mit vorgesetzten „#“ markiert. Ein Stern (*) oder ein „zu“ zwischen Nummern bezeichnet den Zwischenstandort, einige Zahlen mit „ggü.“ meinen die Lage der anderen Straßenseite. Die Liste soll beim Auffinden von Notwasserstellen helfen und gibt einen Überblick über Formen und Modelle seit der Aufstellung von Lauchhammerbrunnen in Berlin um 1900. Bei der Einwohneranzahl sind 120 (bei der Grundzahl von 2500) bis 200 Wasserstellen (1500 Einwohner) nach Gesetzeslage für den Notfall vorgeschrieben. Dieses Gesetz stammt aus Zeiten des Kalten Krieges und wird für den Fall von Katastrophen- und Zivilschutz angewendet. Mit der Lage im Südwesten von Berlin (Teltowhochfläche) sind die Flurabstände des Grundwassers berlinweit vergleichsweise hoch.
Die hier aufgeführte Liste (Stand 05/2020) enthält 146 Einträge zu Steglitzer und 80 Einträge für Zehlendorfer Standorte (Bezirke vor 2000, Bezirksreform). Nach Brunnenständern gezählt sind 14 vom Allweilertyp, acht haben einen einfachen Säuleständer und 49 Säule mit „Königskappe“ (einer unmittelbar als Königsständer geführt). Die als Charakteristikum genannte Königskappe für die Schwengelgabel gibt es am Zieraufsatz mit verschiedener Ausformung. Im Bezirk (2004) kommen noch sechs Krauseständer und ein Lauchhammerkörper zur Formenzählung. Es gab 143 Rümmlerpumpen, von Schliephacke in den 1960er Jahren entworfene kompakte Brunnenständer. Im Senatsauftrag (Baurat Rümmler) veranlasst werden sie in der Bezirksliste als „Senatsständer“ bezeichnet. Diese werden stückweise ersetzt, beispielsweise durch FSH-L-Ständer. Weiterhin gibt es 18 Wolfständer, wie sie oft in Wedding anzutreffen sind. Die übliche Lackierung im Bezirk ist Ständerumfang grün und Austritt und Schwengel in Blau. Die Angabe der Ständertypen beruht auf den Angaben von 2004 und wird bei Begehungen auf den Stand von 2020 gebracht.
Standorte von Straßenbrunnen im Bezirk wurden aus den Koordinaten und Angaben der Straßenbefahrung von 2014 entnommen und abgeglichen. Der Senat hatte diese veranlasst, um einen Überblick über die Straßen Berlins zu erhalten. Erfasste Straßenbrunnen (Markierung: blaue Quadrate) sind auf dem Geoportal Berlin (FIS-broker) zugänglich und wurden auf OpenStreetMap in ihrer Lage im Vergleich zu dieser WP-Liste verzeichnet.
Naturgemäß unterliegen die Straßenbrunnen einem Verschleiß, der insbesondere bei Nichtbenutzung zu Ausfall der Dichtungselemente führt, andererseits aber auch durch Vandalismus gefördert wird. Auf Grund der aktuellen Diskussionen im Abgeordnetenhaus und in verschiedenen Bezirksversammlungen zum Bereitstellen von Notwasserquellen (mit dem Stichwort: heiße Sommer 2018 und 2019, Androhung für 2020 und insbesondere die Trockenzeit im Boden) wurde für die 2020er Jahre von der Senatsverwaltung für Umwelt, Verkehr und Klimaschutz Berlin eine Planungsstudie aufgenommen. Die notwendige Investitionssumme für den Beginn der 2020er Jahre wurde vom Bezirksamt als Auflistung bereitgestellt. Wobei für die 173 Landesbrunnen im Bezirk der Finanzbedarf der Notwasserversorgung im Katastrophenfall abgegeben wurde. Für weitere 61 Brunnen im Zivilschutzfall – für die der Bund die Verantwortung trägt – stehen keine Gelder für Neuaufstellungen bereit. Für Wartung und Instandhaltung der Straßenbrunnen im Bezirk stehen dem Bezirksamt die Finanzen aus dem Konto der Straßenunterhaltung zur Verfügung, mit dessen größerem Betrag vorrangig der Verkehrszustand der Bezirksstraßen zu erhalten ist. Die Einwohnerzahl von rund 3.100.000 Bürgern erfordert eine rechnerische Anzahl von Standorten, die im Bezirk vorhanden wäre. Aus unterschiedlichen Gründen wurden Straßenbrunnen stillgelegt, dafür sind 13 Neubohrungen oder Wiederaufstellungen (allein bei den Landesbrunnen) zu tätigen für die ein Finanzbedarf von je 30.000 Euro erforderlich ist. Für Brunnen die wegen der geringen Wasserqualität („Kein Trinkwasser“) zu bearbeiten sind kommen in Steglitz-Zehlendorf von den Landesbrunnen 30 wegen chemischen und 12 wegen mikrobiologischer Verunreinigung in Betracht, bei den Bundesbrunnen sind es 14 bzw. 4 die zu verbessern sind. Zudem sind an 13 Straßenbrunnen Reparaturen unter 1000 Euro für Anstriche, defekte Bolzen oder defekte Frosthähne nötig. Bei 51 Straßenbrunnen sind umfangreichere Komplexreparaturen anzusetzen, die im Bereich von je 5000 Euro liegen. Der allein für die Landesbrunnen benötigte Bedarf im Bezirkshaushalt beträgt somit weit über eine halbe Million Euro. Mit dem Sonderprogramm SIWA V (9810/74025) hat der Bezirk 250.000 € angemeldet („Neubohrungen und Sanierungen von Trinkwassernotbrunnen im Bezirk Steglitz-Zehlendorf“). Damit sollen 2020/2021 in Gebieten mit Bevölkerungszuwachs Brunnen neu gebohrt werden und verbliebene restliche Mittel für größere Reparaturen eingesetzt werden.
Unabhängig von den Notwasserstellen gibt es im Bezirk Steglitz-Zehlendorf 13 von den Wasserwerken gesponserte Trinkbrunnen, die am Trinkwassernetz betrieben werden. Zudem gibt es im Bezirk 10 Schmuck- und Zierbrunnen, die von den Wasserbetrieben betreut werden.

## Die Brunnen der Notwasserversorgung
Für die Ortsteile des Bezirks werden Abkürzungen der LOR-Listen des Statistik-Amtes genutzt. Bei gleichen Zahlen der Brunnenkennzeichnung wird innerhalb der Alt-Bezirke unterschieden, die Liste hält dazu die Ortsteile für den Großbezirk vor.
| Stegl: Steglitz | Lankw: Lankwitz | Lifel: Lichterfelde | /// |  | Zehld: Zehlendorf | Dahle: Dahlem | Nikol: Nikolassee | Wanns: Wannsee | Schla: Schlachtensee |

| Ortsteil | Br-Nr       | Adresse Lage LOR/Kiez                                                            | Ständerform                   | Flurabstand Jahr | Bild, Anmerkungen |
| -------- | ----------- | -------------------------------------------------------------------------------- | ----------------------------- | ---------------- | --- |
| Stegl    | 001         | Fregestraße ggü. 46 Lage Feuerbachstraße 1100 Anwohner                           | Rümmler                       | 10–15 m          | Der Brunnen steht an der einmündenden Holsteinischen Straße Nordwestseite der Fregestraße in Höhe vom gegenüberliegenden Haus 46. Der Standort liegt an der Heckenecke, 20 Meter zur Platzspitze mit einem Baum. Zum grün-/blaulackierten Rümmler, Austritt und Schwengel parallel zum Bordstein, gehört ein Ablauf mit einem trogartigen Kunststein im Randstreifen des Gehwegs. Der Brunnen steht im Pflastermosaik. Der Hinweis „Kein Trinkwasser“ ist angebracht. Der Brunnen fördert Wasser. |
| Stegl    | 002         | Paulsenstraße 22 Lage Schloßstraße                                               | Krause                        | 10–15 m          | Der Brunnen (OSM-ID: 1154118571) steht auf der Grünfläche neben dem Gebäude 22 (Jugendclub, Jugendfreizeitheim Flemmingstraße). Der Standort befindet sich 20 Meter in den unterbrochenen (eigentlichen) Straßenlauf der Herderstraße, erkennbar an einer Zufahrt zusammen mit dem Gehweg zu seit den 1980er Jahren angelegten Spielplatz und der Wendekehre. Entsprechend dem Standort erfolgt der Ablauf von Pumpwasser auf den Rasenboden in das Grundwasser. Jedoch ist der Schwengel mit einer Kette am Ständer gegen Benutzung gesperrt. Der Brunnen ist im Eigentum des Landes Berlin. |
| Stegl    | 003         | Rothenburg-/Braillestraße Lage Schloßstraße 850 Anwohner                         | Rümmler                       | 07–10 m          | Der Brunnen steht an der Südseite der Rothenburgstraße östliche Ecke der mündenden Braillestraße vor dem dreigeschossigen Eckhaus Braillestraße 4. Der Standort befindet sich direkt an der Ecke noch vor dem Fußgängerübergang. Der Brunnen fördert Wasser. Der Brunnen ist im Eigentum des Landes Berlin. |
| Stegl    | 004         | Florastraße ggü. 13 Lage Feuerbachstraße 1000 Anwohner                           | Rümmler                       | 10–15 m          | Der Brunnen steht an der Nordseite des Jochemplatzes (vormals Stubenrauchplatz). Dieser wird von Florastraße und der BAB103-ASt „Filandastraße“ (Ausfahrt zur Joachim-Tiburtius-Brücke) gebildet. Der Brunnen steht an der Platzseite gegenüber der Filiale des Oberstufenzentrums Bürowirtschaft, 40 Meter zu den Häusern Jochemplatz 1–3. Vor dem Bau der BAB 103 als Stubenrauchplatz lag der dreieckige Platz zwischen der bis zur Bahnstrecke führenden Florastraße und der Düppel- und Verlängerung der Akazienstraße. Die Wohngebäude am südöstlichen Platzrand wurden für den beim Autobahnbau benötigten Platz um 1962 entfernt. Der Brunnen ist im Pflastermosaik des Gehsteigrandstreifens angeflanscht. Der Ablauf fließt über dieses und den Bordstein ab. „Kein Trinkwasser“-Schild über dem Austritt ist mit Schellenband befestigt, das grün mitlackiert wurde. Für den Frosthahn besteht ein seitlicher Schachtdeckel. Der Brunnen fördert Wasser. |
| Lifel    | 005         | Karwendelstraße ggü. Ringstraße 109 Lage Augustaplatz 1150 Anwohner              | Rümmler                       | 10–15 m          | Der Brunnen steht an der Nordseite der Karwendelstraße gegenüber von 7, ein Grundstück von Nummer 10 entfernt. Der Standort befindet sich vor dem durchgehenden Grundstück Ringstraße 108. Der Brunnen (OSM-ID: 1006711140) steht auf dem Gehweg hinter dem Baumstreifen an der Straßennordseite etwa 50 Meter westlich der Mündung der Ringstraße. Der Brunnen fördert Wasser. Der Brunnen ist im Eigentum des Landes Berlin. |
| Stegl    | 006         | Borstellstraße ggü. 40 Lage Südende                                              | Säule mit Königskappe         | 07–10 m          | Der Brunnen steht vor dem Eckgrundstück Borstellstraße 37 (wäre Stephanstraße 27/28), 20 Meter zur Mündung auf die Stephanstraße, zwischen den beiden ersten Baumscheiben. Im Jahr 2020 sind Ventil, Frosthahn und Auslauf defekt, der Brunnen fördert kein Wasser. Der Brunnen ist im Eigentum des Landes Berlin. |
| Lifel    | 007         | Jungfernstieg 4b Lage Königsberger Straße 1100 Anwohner                          | Säule mit Königskappe         | 04–7 m           | Der Brunnen (OSM-ID: 1575145886) steht am Nordrand des U-förmigen Abschnitts des Jungfernstieg zum Bahnhofstunnel Lichterfelde Ost, 15 Meter von der Straße. Die Pumpe ist am Brunnenständer und dem angekröpften Mittelteil grün lackiert, der Wasseraustritt und der oben aufgeschraubte Schwengelaufsatz sowie der Handschwengel sind blau lackiert. Das Schild „Kein Trinkwasser“ ist angebracht. Der Brunnen ist auf der Landesliste mit „Bahnhofstraße 4b / Jungfernstieg“ notiert, fehlt dort 2008 und findet sich östlich vom Jungfernstieg auf der Abbildung. Bei der Straßenbefahrung 2014 wurde (wohl) der Vorplatz westlich vom Bahnhof Lichterfelde Ost nicht befahren. Der Brunnen fördert Wasser. |
| Stegl    | 008         | Gravelottestraße 9 Lage Stadtpark 1800 Anwohner                                  | Säule mit Königskappe         | 04–7 m           | Der Brunnen steht auf halbem Weg zwischen Birkbuschallee (80 Meter) und Wendekehre (40 Meter), die an der hier als Gehweg entlangführenden Johanna-Stege-Straße besteht. Der Brunnen steht an der Westseite der Straße vor dem Wohnhaus des Diakonischen Werks. Der Brunnenständer ist grün, Schwengel und Austritt blau und sind quer zum Bordstein. Für den Auslauf befindet sich zwischen Bordstein und Fußflansch ein „Trogstein“ mit der offenen Seite zur Fahrbahn. Am Brunnenfuß sitzt eine runde Schachtabdeckung im Pflasterstreifen des Gehsteigs. Die Spitze der Königskappe ist erhalten. Das Blechschild „Kein Trinkwasser“ ist mit vier Schrauben an zwei Schellen befestigt. Der Brunnen fördert Wasser. Der Brunnen ist im Eigentum des Landes Berlin. |
| Stegl    | 009         | Gustav-Mahler-Platz/Rückertstraße Lage Fichtenberg                               | Rümmler                       | 07–10 m          | Der Brunnen steht am nördlichen Rand des Platzes, der zwischen Englerallee und Haderslebener Straße liegt, zu letzterer ist der Brunnen 20 Meter entfernt. Der Standort liegt gegenüber vom Haus Haderslebener Straße 22. Der grüne Platz umschließt den Rückertteich mit einem Rundweg. Der Brunnenfuß ist von einem Pflastermosaik innerhalb der Rasenfläche am Straßenrand umgeben. Die Ortszuordnung in der BA-Liste ist: Gustav-Mahler-Platz / Rückertstraße, bis 1968 war der Name „Platz R“ und die Rückertstraße ging zur Engelerallee durch. Deren Abschnitt am Platz wurde 1989 mit dem Namen des Platzes benannt, so wurde die Adresse Rückertstraße 8a zu Gustav-Mahler-Platz 2. Das Blechschild „Kein Trinkwasser“ ist am Ständer befestigt. Der Brunnen fördert Wasser. Der Brunnen ist im Eigentum des Landes Berlin. |
| Stegl    | 010         | Lepsiusstraße ggü. 11 Lage Markelstraße 1750 Anwohner                            | Rümmler                       | 10–15 m          | Der Brunnen (OSM-ID: 3811246413) steht am Nordrand der Wendekehre der Lepsiusstraße, die vor dem Bogen der Maßmannstraße liegt. Die dortige Grünfläche mit Spielplatz ist als Nummer 10 adressiert. Bis um 1970 kreuzten sich hier Lepsius- und Markelstraße und die Maßmannstraße mündete von Nordwest, so stand der Brunnen an der Nordecke der dortigen Grünfläche am Straßenrand. Bei der Straßenbefahrung 2014 ist ein weiterer Brunnenstandort 45 Meter entfernt vor dem Wohnhaus Nummer 6 an der Nordseite der Lepsiusstraße aufgenommen, gegenüber der Einmündung der Guthsmuthsstraße, 70 Meter südlich der Bornstraße. Der Brunnen fördert Wasser. |
| Stegl    | 011         | Leydenallee #46 Lage Mittelstraße 1100 Anwohner                                  | Allweiler                     | 07–10 m          | Der Brunnen (OSM-ID: 861442998) steht 20 Meter in der Leydenallee an der Nordseite, zur Stirnseite Wohnhaus Klingsorstraße 20. Der Brunnen befindet sich von der Straßenkreuzung hinter der ersten Baumscheibe. Der Brunnen fördert Wasser. Der Brunnen ist im Eigentum des Landes Berlin. |
| Stegl    | 012         | Berlinickestraße (10a) Lage Mittelstraße 1250 Anwohner                           | Rümmler                       | 07–10 m          | Der Straßenbrunnen steht am Südrand der Mittelstraße 30 Meter östlich der Berlinickestraße. Die Standortangabe Berlinickestraße 10a verweist auf die Aufstellung vor der Stirnseite des fünfgeschossigen Wohnhauses. Eine bis um 1960 vorgesehene Bebauung an der Mittelstraße (Berlinickestraße 12, Mittelstraße 1, 2) ist unterblieben. Der S- und U-Bahnhof Rathaus Steglitz mit der Bahnlinie und dem Abzweig Zehlendorf der BAB 103 (ASt. Wolfensteindamm) liegt nach Nordwesten (Richtung der Mittelstraße). Eine Nummer am Brunnen ist nicht erkennbar, da durch Abkratzen und Graffiti die eventuelle Markierung überdeckt wurde. Am Abflusspunkt unter dem Wasseraustritt ist ein napfartiger Schalenstein eingesetzt, der als Vogeltränke dient und zum Straßenrand offen ist. Anzumerken ist es, dass sich der Flurabstand von der Berlinickenstraße 50 Meter entlang der Mittelstraße von 30 auf 7 Meter verringert. Der Brunnen fördert Wasser. |
| Lankw    | 013         | Geraer/Trippsteinstraße Lage Lankwitz Süd 300 Anwohner                           | Allweilerständer              | 15–20 m          | Der Brunnen (OSM-ID: 1023054256) steht nördlich zur Sondershauser Straße 41 am Innenbogen der Geraer/Trippsteinstraße. Im Bohrbereich liegt der Okengraben. Die Grünfläche des Standorts setzt sich in Spielplätzen nach Süden fort, etwas westlich an der Geraer Straße 92 steht das Gemeindehaus der Dietrich-Bonhoeffer-Gemeinde. Der Brunnen steht im Kleinpflaster von einer runden Abdeckplatte umgeben. Der Ständer ist grün und der Schwengelaufsatz sowie der Austritt blau lackiert. Das Hinweisschild „Kein Trinkwasser“ ist angebracht. Der Ablauf fließt über Kleinpflaster und Bordstein ab. Der Brunnen fördert Wasser. Der Brunnen ist im Eigentum des Landes Berlin. |
| Lankw    | 014         | Thaliaweg ggü. 17e Lage Lankwitz-Kirche 1350 Anwohner                            | Allweilerständer              | 10–15 m          | Der Brunnen steht am südöstlichen Gehsteig des Thaliawegs, 30 Meter vor deren Einmündung auf die Gallwitzallee. Das dadurch gebildete Dreieck vor dem Hause 16/18 und gegenüber zum Kameradenweg ist von einer zwei Meter hohen Hecke umgeben. Am grünen Brunnenständer sind Schwengelansatz und der Austritt blau lackiert, die Säule grün. Das Hinweisschild „Kein Trinkwasser“ ist angebracht. Der Brunnen fördert Wasser. Der Brunnen ist im Eigentum des Landes Berlin. |
| Lifel    | 015         | Tulpenstraße 34 Lage Botanischer Garten                                          | Rümmler                       | 10–15 m          | Der Brunnen steht vor dem dreigeschossigen Wohnhaus Tulpenstraße 34 am nördlichen Gehsteigrand, 30 Meter vom Asternplatz entfernt. Das Eckhaus ist Asternplatz 4. Der Brunnen fördert kein Wasser, das Ventil ist defekt. Der Brunnen ist im Eigentum des Landes Berlin. |
| Lifel    | 016         | Klingsorplatz 2 Lage Hindenburgdamm 1550 Anwohner                                | Allweiler                     | 04–7 m           | Der Brunnen steht an der Innenseite des halbrunden Platzes. Die grüne Brunnensäule (am Fuß mit einer Hülse angeflanscht: Säule Wolf) hat einen blauen Schwengelaufsatz (Allweiler) und das Austrittsrohr ist an einer blauen Umfassung der Ständersäule angeschraubt. Der Brunnen steht auf einem Pflastermosaik am Rand des Platzes, für den Ablauf mit einer Platte mit Rechteckmulde versehen. Oberhalb des Austrittsrohrs ist der Hinweis „Kein Trinkwasser“ angebracht, der Schwengel befindet sich quer zum Austrittsrohr. Der Brunnen fördert Wasser. Der Brunnen ist im Eigentum des Landes Berlin. |
| Stegl    | 017         | Poschinger Straße ggü. 40 Lage Feuerbachstraße 500 Anwohner                      | Rümmler                       | 10–15 m          | Der Brunnen steht am Südrand der Poschingerstraße 10 Meter zur Zufahrt des Discountermarktes an trichterförmigen Mündung der Menckenstraße. Der Brunnen steht vor der Fassade des 2006 beräumten Gebäudes Meckenstraße 17. Die Körnerstraße liegt 50 Meter nach Westen (Güterbahnhof Steglitz, S-Bahnhof Feuerbachstraße), nach Osten besitzt die Poschingerstraße einen Mittelstreifen bis Schönhauser Straße (90 Meter). Der Flansch am Brunnenständer sitzt im Kleinpflaster des Gehsteigs. Für den Ablauf liegt eine Trogstein mit drei erhöhten Seiten und dem freien Auslauf zum Bordstein. Seitlich neben dem Fußpunkt befindet sich der W-Deckel für den Frosthahn, 20 cm am Fußflansch. Ein Hinweisschild fehlte. Der Brunnen fördert Wasser. Der Brunnen ist im Eigentum des Landes Berlin. |
| Stegl    | 018         | Lauenburger Platz ggü. 1/2 Lage Feuerbachstraße                                  | Rümmler                       | 10–15 m          | Der Brunnen steht 30 Meter von der Bismarckstraße und 50 Meter zur Lauenburger Straße am südlichen Gehweg der verbindenden Straße, Nordrand des Platzes am Lauenburgteich. Nach Westen über die Lauenburger Straße (Grundstück 24) steht die Sachsenwaldschule (Sachsenwaldstraße 19 – 22). Am Gehsteigrand steht der Brunnen in einem Pflastermosaik mit der Rechteckmulde unter dem Austritt für den Ablauf. Der Standort liegt zwischen der dritten und vierten Baumscheibe vom Imbiss-Kiosk her. Der Brunnen fördert kein Wasser, besitzt das „Kein Trinkwasser“-Schild nicht. Der Schwenkelarm ist ab Bolzen in der Einheit nach links verbogen. Für 2020 ist der Ständer defekt und zureparieren, auch Frosthahn, Ventil, Kolben defekt. Der Brunnen fördert kein Wasser. Der Brunnen ist im Eigentum des Landes Berlin. |
| Lifel    | 019         | Marienstraße 19a Lage Königsberger Straße                                        | Säule (Wolf)                  | 10–15 m          | Der Brunnen steht in der Gärtnerstraße am westlichen Gehsteig in Höhe vom Eckgrundstück Marienstraße 19a, 20 Meter zur Straßenecke. Das Hinweisschild „Kein Trinkwasser“ ist angebracht. Die Säule ist grün lackiert, der Wasseraustritt und der Schwengelansatz mit dem entsprechenden Rohrabschnitt in Blau. Der Brunnen ist für 2020 für eine Neubohrung vorgesehen. Der Brunnen fördert kein Wasser. Der Brunnen ist im Eigentum des Landes Berlin. |
| Stegl    | 020         | Stephanstraße 34 Lage Südende 800 Anwohner                                       | Rümmler                       | 04–7 m           | Der Brunnen (OSM-ID: 1638714353) steht an der östlichen Hausecke in der Stephan- 30 Meter von der Halske-/ Albrechtstraße. Der Brunnen fördert Wasser. Der Brunnen ist im Eigentum des Landes Berlin. |
| Stegl    | 021         | Althoffplatz Lage Bergstraße 1450 Anwohner                                       | Säule mit Allweilerkappe      | 07–10 m          | Der Brunnen steht auf der Platzseite (östlichen Straßenseite) gegenüber der Althoffstraße mit der Lage (Lage). Der Brunnen steht am Platzzugang schräg zum Eckhaus Althoffstraße 12/12a. Der Brunnen ist grau und fördert Wasser, offensichtlich wird dieser Wasserspender von Kindern auf dem Spielplatz genutzt. Der Ablauf geschieht auf das Kleinpflaster und zur Straßenentwässerung. Ein Hinweisschild „Kein Trinkwasser“ ist oberhalb vom Austritt angebracht. Auf der Karte zur Straßenbefahrung 2014 sind zwei weitere Standorte 60 und 30 Meter entfernt markiert: bei beiden handelt es sich jedoch um Straßenlaternen mit dem Wappen des Bezirks Steglitz (1920–2000). Beide am westlichen Straßenring jenseits der Filandastraße, diese verläuft an der Ostseite des Althoffplatzes. Die BA-Liste nennt: Filandastraße/Althoffplatz. Der Brunnen fördert Wasser. Der Brunnen ist im Eigentum des Landes Berlin. |
| Lifel    | 022         | Lange Straße 6 Lage Oberhofer Platz                                              | Rümmler                       | 10–15 m          | Der Brunnen (OSM-ID: 938561750) steht an der Südseite zur Lange Straße 6 und 20 Meter östlich vom Oberhofer Weg, gegenüber vom Eckwohnhaus Nummer 29 (BA-Liste: Lange Straße / Oberhofer Weg 29). Der Brunnen fördert wegen Funktionsmängel kein Wasser. Der Brunnen ist im Eigentum des Landes Berlin. |
| Lankw    | 023         | Ingridpfad ggü. 26 Lage Kaiser-Wilhelm-Straße 1700 Anwohner                      | Rümmler                       | 10–15 m          | Der Brunnen steht an der Nordseite des Ingridpfads 10 Meter zur Barbarastraße. Das Hinweisschild „Kein Trinkwasser“ ist nicht sichtbar. Der Brunnenständer (Säule) ist grün und Wasseraustritt und Schwengeleinheit sind blau lackiert. Über die Barbarastraße hinweg steht der Komplex der Beethovenschule (Barbarastraße 9). Der Brunnen fördert Wasser. Der Brunnen ist im Eigentum des Landes Berlin. |
| Lankw    | 024         | Kaulbachstraße 56–58 Lage Komponistenviertel Lankwitz                            | Rümmler                       | 15–20 m          | Der Brunnen steht vor dem Gebäude Kaulbachstraße 56–58, Nordwestecke 20 Meter zur Brucknerstraße. Das Hinweisschild „Kein Trinkwasser“ ist nicht sichtbar. Der Brunnenständer (Säule) ist grün und Wasseraustritt und Schwengeleinheit sind blau lackiert. Für 2020 ist der Brunnen Brucknerstraße / Kaulbachstraße 56–58 wegen der schlechten Wasserqualität (Chemie/Bodensatz) und mechanischen Fehlern nicht einsatzbareit. Der Brunnen fördert kein Wasser. Der Brunnen ist im Eigentum des Landes Berlin. |
| Stegl    | 049 (St025) | Rugestraße ggü. 2 Lage Mittelstraße                                              | Säule mit Königskappe         | 20–30 m          | Der Brunnen steht am Carmerplatz, südwestlicher Gehsteig der Rugestraße, er ist durch zwei Pfosten gegen Störungen geschützt. Westlicher am Carmerplatz mündet die Birkbuschstraße auf den Wolfensteindamm, der Brunnen steht an der Platzseite (westliche Straßenseite). Umgeben ist der Brunnen von Pflasterung auf die auch der Ablauf gelangt. Der Brunnenständer ist nur 1½ m hoch und unterscheidet sich dadurch von der üblichen Größe. Das Hinweisschild „Kein Trinkwasser“ ist vorhanden. Der Brunnen ist bei der Googlebefahrung 2008 erkennbar und bei der Straßenbefahrung 2014 erfasst. Zur Schützenstraße sind es 40 Meter. Der Ständer ist ein grünes Rohr, das in Höhe des Austritts von der blauen „Hülse mit Ansatz“ umfasst ist, an dem das Austrittsrohr geschraubt ist. Die Kappe auf dem Kopfteil trägt einen „Stift“ als Zierde. Der Brunnenkörper ist vom Allweilerständer abgeleitet, wobei das Kopfteil einer Königskappe ähnelt. In der Liste des Bezirksamtes auS 2004 ist der Straßenbrunnen mit der Nummer (Steglitz) 25 eingetragen: „Rugestr. (Carmerplatz), (Typ) unbekannt, in Ordnung“. Der Brunnen (amtlich mit St025) fördert kein Wasser. Der Brunnen ist im Eigentum des Landes Berlin. |
| Stegl    | 026         | Zimmermannstraße 32 Lage Schloßstraße                                            | Rümmler                       | 10–15 m          | Der Brunnen (OSM-ID: 775342940) steht 15 Meter von der Straßenecke der Rothenburgstraße in der gepflasterten Baumreihe der Zimmermannstraße. Unter dem Wasseraustritt ist ein Stein mit einer schalenförmigen Mulde eingelassen, dessen Öffnung über den Bordstein abfließt. Der Brunnen fördert kein Wasser. Der Brunnen ist im Eigentum des Landes Berlin. |
| Lifel    | 027         | Ostpreußendamm neben 43 Lage Königsberger Straße 1050 Anwohner                   | Krause                        | 10–15 m          | Der Brunnen (OSM-ID: 1002586782) steht 20 Meter am südlichen Gehsteig der Schillerstraße westlich vom Ostpreußendamm. Das südwestliche Eckgrundstück ist zum Ostpreußendamm adressiert (BA: Schillerstraße 10). Der Hafen Lichterfelde am Kanal ist 500 Meter entfernt. Der Brunnen fördert Wasser. Der Brunnen ist im Eigentum des Landes Berlin. |
| Stegl    | 028         | Holsteinische Straße ggü. 53 Lage Feuerbachstraße                                | Rümmler                       | 10–15 m          | Der Brunnen (OSM-ID: 1256853047) steht an der Südostseite der Holsteinischen Straße (neben Nummer 10) die zur Feuerbachstraße ein freies spitzwinkliges Dreieck bildet. Am Brunnen befindet sich ein Kunststein mit ovaler Mulde für den Ablauf. Neben diesem ist noch in Kleinpflaster ein Deckel für den Inspektionsschacht. Der Brunnenstandort liegt im mit Formsteinen belegten Randstreifen des Gehsteigs. Das „Kein Trinkwasser“-Schild ist am (grün lackierten) Schellenband angeschraubt. Ventil, Kolben und Ständer sind defekt, der Brunnen fördert 2020 kein Wasser.Der Brunnen ist im Eigentum des Landes Berlin. |
| Lankw    | 029         | Alt-Lankwitz neben 49 Lage Alt-Lankwitz 100 Anwohner                             | Allweilerständer              | 20–30 m          | Der Brunnen (OSM-ID: 5486740695) steht am östlichen Ende (BA-Liste: Alt Lankwitz 53) des Lankwitzer Angers, auf dem Randstreifen zwischen Straßenbäumen vor dem kleinen Park (Grundstücke 53/55, Lanke). Der Ständer ist grün und der Schwengelaufsatz sowie der Austritt blau lackiert. Das Hinweisschild „Kein Trinkwasser“ ist angebracht. Unter dem Austritt befindet sich ein Kunststein als dreiseitiger Trog für ablaufendes Wasser. Der Brunnenschacht ist mit einer runden Stahlplatte abgedeckt, auf der der Ständer mit einem Flanschaufsatz befestigt ist. Der Brunnen fördert Wasser. Der Brunnen ist im Eigentum des Landes Berlin. |
| Lifel    | 033         | Augustaplatz/Augustastraße 28 Lage Augustaplatz                                  | Allweilerständer              | 10–15 m          | Der Brunnen steht östlich am Augustaplatz an der Außenseite des Straßenlaufs zwischen Augustastraße und Memlingstraße. In der Liste des Bezirksamtes auS 2004 ist der Straßenbrunnen mit der Nummer (Steglitz) 33 eingetragen: „Augustaplatz/Augustastr. 28, Allweilerständer, Schwengel abgebrochen“. |
| Lifel    | 031         | Achenseeweg 82a/Silzer Weg Lage Schütte-Lanz-Straße 350 Anwohner                 | Säule mit Königskappe         | 20–30 m          | Der Brunnen steht an der Westseite vom Achenseeweg in dem versetzten Straßenteil, der um 1970 durch die rechtwinklige Führung der Kreuzung mit dem Silzer Weg entstand. Der Brunnen fördert Wasser. Der Brunnen ist im Eigentum des Landes Berlin. |
| Stegl    | 032         | Herrfurthstraße 16 Lage Schloßstraße                                             | Rümmler                       | 15–20 m          | Der Brunnen steht an der Nordseite der Herrfurthstraße 25 Meter östlich der Lepsiusstraße, es folgt die erste Baumscheibe. Der Brunnen fördert Wasser. Der Brunnen ist im Eigentum des Landes Berlin. |
| Lifel    | 033         | Dollartstraße/Neuwerker Weg Lage Schweizer Viertel 650 Anwohner                  | Rümmler                       | 07–10 m          | Der Brunnen steht auf dem östlichen Gehweg an der Einmündung vom Neuwerker Weg (ggü. 24) auf die Dollartstraße (ggü. 13*15). Der Brunnen St033 fördert Wasser. Der Brunnen ist im Eigentum des Landes Berlin. |
| Stegl    | 034         | Crailsheimer Straße 1a Lage Südende                                              | Rümmler                       | 30–40 m          | Der Brunnen steht an der Ostseite der Crailsheimer Straße 60 Meter nach Norden von deren gemeinsamen Mündung des Schünemannwegs auf die Atillastraße. „Eine von 110: Die Pumpe in der Crailsheimer Straße ist nicht benutzbar.“ Der Brunnen St034 in der Crailsheimer Straße 1a ist am Ventil und Mantelrohr defekt, das Wasser wird nicht klar und ist nicht nutzbar. Der Brunnen ist im Eigentum des Landes Berlin. |
| Lankw    | 035         | Marchandstraße 39 Lage Lankwitz Süd 200 Anwohner                                 | Rümmler                       | 15–20 m          | Der Brunnen (OSM-ID: 1028152207) steht Marchand-/ Malteserstraße. Das Hinweisschild „Kein Trinkwasser“ ist nicht sichtbar. Der Brunnenständer (Säule) ist grün und Wasseraustritt und Schwengeleinheit sind blau lackiert. Der Hinweis Kein Trinkwasser ist nicht am Brunnenkörper. Die Nummer 36 für diesen Brunnen war 2004 noch nicht vergeben. Der Brunnen fördert Wasser. Der Brunnen ist im Eigentum des Landes Berlin. |
| Lifel    | 036         | Platz der US-Berlin-Brigade Truman-Promenade Lage Schweizer Viertel              | FSH-L                         | 07–10 m          | Der Brunnen (OSM-ID: 1146764059) steht am östlichen Rand auf dem Platz der US-Berlin-Brigade. Er befindet sich vor dem Denkmal und dem Spielplatz. Als Adresse des Grundstücks gilt Billy-Wilder-Promenade 12. Der Brunnen wurde nach Einrichtung des Platzes und der Anlage aufgestellt, im BA-Verzeichnis von 2004 steht noch: „diese Pumpen-Nr. ist nicht belegt“. Die Harry-S.Truman-Allee bildet die westliche Begrenzung vom Platz der US-Berlin-Brigade. Der Brunnen ist am Fuß mit einer Platte umgeben, die zwischen Gehwegplatten steht. Der Ablauf fließt über das Pflaster ab, einer der Absperrpfosten zum Spielplatz steht vor dem Brunnen. Wir bezirksüblich ist auch der FSH-Ständer in grün (Säule) und blau lackiert, Kopfteil mit Schwengel und Austritt an langer Hülse sind blau. An der Truman-Promenade war das Ventil defekt. Der Brunnen fördert Wasser. Der Brunnen ist im Eigentum des Landes Berlin. |
| Lifel    | 037         | Mariannenstraße 23 Lage Oberhofer Platz                                          | Rümmler                       | 20–30 m          | Der Brunnen steht am westlichen Gehsteig, 70 Meter nördlich der Hildburghauser Straße. Der Brunnen St037 fördert kein Wasser, er hat Funktionsmängel am Ventil. Der Brunnen ist im Eigentum des Landes Berlin. |
| Lifel    | 038         | Großbeerenstraße 11 Lage Schütte-Lanz-Straße                                     | Säule mit Königskappe         | 15–20 m          | Der Brunnen steht an der Südseite der Großbereenstraße 40 Meter zur Kaiserstraße und nach Osten 60 Meter zum Saaleckplatz. Der Brunnen ist im Eigentum des Landes Berlin. |
| Lifel    | 039         | Ostpreußendamm 131a Lage Königsberger Straße 650 Anwohner                        | Krause                        | 15–20 m          | Der Brunnen (OSM-ID: 1024993354) steht vor der Dorfkirche Giesensdorf. Der Standort liegt am Rand des südlichen Gehsteigs 15 Meter östlich der Mündung Osdorfer Straße, gegenüber vom Gemeindehaus Nummer 64 und der nebenliegenden Giesensdorfer Schule (Nummer 63). Am Brunnen St039 am Ostpreußendamm 131a war der Bolzen defekt, wodurch die Förderung von Wasser gestört war. Der Brunnen fördert Wasser. Der Brunnen ist im Eigentum des Landes Berlin. |
| Stegl    | 040         | Treitschkestraße ggü. 15 Lage Markelstraße 1750 Anwohner                         | Rümmler                       | 10–15 m          | Der Brunnen (OSM-ID: 1506255301) steht an der Ecke Lepsiusstraße 24–28 vor der Kopernikus-Schule. An der Südseite der Treitschkestraße 30 Meter von der Lepsiusstraße befindet sich die Plumpe am Straßenrand. Der Brunnen fördert Wasser – das Hinweisschild zum Trinkwasser ist nicht angebracht. Der Ablauf gelangt in einen als Trog gebildeten Kunststein. Der Brunnen fördert Wasser. |
| Lankw    | 041         | Haynauer Straße 9 Lage Lankwitz Süd                                              | <abgebaut>                    | 20–30 m          | Der Brunnen (OSM-ID: 1143506205) steht 40 Meter nördlich der Felgentreustraße am Westrand der Haynauer Straße. Die Säule mit Königskappe wurde stillgelegt und gezogen. Für eine weitere oder Wiedernutzung ist eine Neubohrung mit einem Kostenaufwand von 30.000 Euro für eine Neubohrung nötig. Der Brunnen ist im Eigentum des Landes Berlin. |
| Lifel    | 042         | Potsdamer Straße ggü. 2 Lage Lichterfelde West 500 Anwohner                      | Rümmler                       | 10–15 m          | Der Brunnen steht an der Westseite der Potsdamer Straße, 20 Meter von der Kopernikusstraße. Der Steglitzer Brunnen St042 bedurfte der Reparatur von Frosthahn, Ventil und Ständer. Der Brunnen fördert Wasser. Der Brunnen ist im Eigentum des Landes Berlin. |
| Stegl    | 043         | Stirnerstraße 5–7 Lage Bergstraße                                                | Rümmler                       | 07–10 m          | Der Brunnen steht an der südlichen Straßenseite der Stirnerstraße, 75 Meter nach Westen zur Lauenburger und nahezu gleich weit zur Bismarckstraße. Der Ständer steht im Pflastermosaik. Der Ablauf fällt auf das Pflaster, ein Schild Kein Trinkwasser ist vorhanden. Wegen Funktionsmangel (Ventil defekt) ist die Wasserförderung gestört. Der Brunnen ist im Eigentum des Landes Berlin. |
| Stegl    | 044         | Gurlittstraße/Sembritzkistraße Lage Munsterdamm 1000 Anwohner                    | Säule (Eigenbau des Amtes)    | 20–30 m          | Der Brunnen steht in der Gurlittstraße gegenüber der Leo-Borchard-Musikschule (Haus der Musik). Der Brunnen fördert Wasser. Der Brunnen ist im Eigentum des Landes Berlin. |
| Lankw    | 045         | Bruchwitzstraße 7 Lage Lankwitz Kirche                                           | Rümmler                       | 15–20 m          | Der Brunnen steht an der westlichen Straßenseite vor dem quer zur Straße stehenden Wohnblock 7–7c. Von der Bernkastler Straße ist er 50 Meter entfernt. Der Brunnen St045 fördert kein Wasser, Frosthahn und Ventil sind defekt Der Brunnen ist im Eigentum des Landes Berlin. |
| Lifel    | 016 (St046) | Gräfenberger Weg 16 Lage Lichterfelde West 800 Anwohner                          | Säule mit Königskappe         | 15–20 m          | Der Brunnen steht auf dem westlichen Gehsteig 20 Meter vom Weißwasserweg. Der Brunnen fördert Wasser. Der Brunnen ist im Eigentum des Landes Berlin. |
| Lankw    | 047         | Beselerstraße 9 Lage Gemeindepark Lankwitz 1450 Anwohner                         | Allweilerständer              | 20–30 m          | Der Brunnen steht mit seinem Fußflansch von einer runden Metallplatte. Der Schwengelaufsatz ist blau lackiert, der ebenfalls blaue Austritt ist im Ansatz am grünen Ständerrohr eingesetzt. Das Hinweisschild „Kein Trinkwasser“ ist angebracht. Unter dem Austritt befindet sich für den Ablauf ein Trogstein im Pflaster des Gehwegs. Der Brunnen steht an der Ecke der Beseler Straße 60 Meter von der Eiswaldtstraße vor dem (ehemaligen) Zivilschutzbunker (Eiswaldstraße 17), der ebenso wie die benachbarte Polizeidirektion (Eiswaldtstraße 18) zum „Kasernenbereich Gallwitzallee“ zählt. Der Brunnen fördert Wasser. Der Brunnen ist im Eigentum des Landes Berlin. |
| Lankw    | 048         | Kamenzer Damm (#) 25 Lage Alt-Lankwitz 1800 Anwohner                             | Allweilerständer              | 20–30 m          | Der Straßenbrunnen steht an der Nordseite vom Kamenzer Damm zwischen Radweg und Bordstein, 130 westlich der kreuzenden Wedellstraße. Der Standort befindet sich (nach der Hausnummer) vor dem Wohnhaus Wedellstraße 25 in der Häuserzeile von Kamenzer Damm 39 (Eckhochhaus) bis Hallbacher Weg. Vergleiche dazu auch die Darstellung bei OpenStreetMap. Der Brunnen ist blau, an der Säule grün lackiert. Ein Hinweisschild „Kein Trinkwasser“ ist vorhanden. Zum Austrittsrohr liegt eine Kunststeinplatte mit rechteckiger Mulde. Der Standort befindet sich vor dem sechs-/siebengeschossigen Wohnblock von Mitte der 1960er Jahre. Der Eintrag in der BA-Liste von 2004 lautete:„48: Kamenzer Damm 25, Allweilerständer, Frosthahn defekt (fördert Wasser)“. Der Brunnen fördert Wasser. Der Brunnen ist im Eigentum des Landes Berlin. |
| Lankw    | 049         | Gabainstraße 6 Lage Alt-Lankwitz                                                 | Allweilerständer              | 20–30 m          | Der Brunnen steht im Grasbewuchs von der Schachtabdeckung aus zwei halben runden Abdeckplatte umgeben. Der Standort ist der südliche Gehsteig in Höhe der Stirnseite des Sechsgeschossbaus Nummer 6 vom Wohnblock 6–6d. Der Ständer ist grün und der Schwengelaufsatz und Schwengel blau lackiert, ebenso wie der Austritt, der mit einer Hülse und Verschraubungsansatz am Ständer befestigt ist. Das Hinweisschild „Kein Trinkwasser“ ist angebracht. Der Schwengel ist an der Säule angekettet und die Nutzung damit unterbunden. Er ist (wohl) wegen mikrobieller Mängel am geförderten Wasser nicht betriebsfähig. Für den Ablauf liegt im Gras eine Mulde. Der Brunnen fördert kein Wasser (Dichtung, Auslauf, Frosthahn defekt). Der Brunnen ist im Eigentum des Landes Berlin. |
| Lankw    | 050         | Am Gemeindepark 52 Lage Gemeindepark Lankwitz                                    | Allweiler                     | 20–30 m          | Der Brunnen (OSM-ID: 1023054260) steht am östlichen Straßenrand, der parallel zur Malteserstraße liegenden Nebenfahrbahn. Der Brunnen ist mit dem Schild „Kein Trinkwasser“ belegt. Blau lackiert sind Schwengel und Austritt, das Rohr ist grün. Der Ablauf gelangt auf das Kleinpflaster ohne gesonderten Einsatz, es läuft unmittelbar in den Untergrund oder gegebenenfalls über den Bordstein in die Straßenentwässerung. Der Brunnenschacht ist mit zwei runden Halbplatten abgedeckt und der Fußflansch daran angeschraubt. Bei OpenStreetMap wurde Nummer 13 aufgenommen, bei der Begehung 2020 war keine Brunnennummer am Ständer vorhanden. In der Senats-Liste (Drucksache 17/15418) von 2015 ist ein Standort mit Hausnummer „Brunnen Am Gemeindepark 16 PLZ 12249“ angegeben. Jedoch ist 2004 in der BA-Liste der Brunnen mit Nummer 50 ohne Hausnummer „Am Gemeindepark“ aufgeführt. Bei der Straßenbefahrung 2014 ist lediglich den Brunnen gegenüber N°52 erkannt. Im Juli 2008 war an der Straße (Höhe N°16 gegenüber vom Gemeindepark (Kriegerdenkmal) kein Brunnen zu erkennen. Der Brunnen St050 Am Gemeindepark fördert kein Wasser, da das Frosthahngestänge defekt ist. Dabei ist für die Instandsetzung ein Kostenaufwand von 25.000 Euro in Höhe einer Neubohrung erforderlich. Der Standort ist im Eigentum des Landes Berlin. |
| Stegl    | 051         | Karl-Stieler-Straße (#17) Ecke Presselstraße Lage Südende                        | Rümmler                       | 10–15 m          | Der Brunnen steht auf dem erweiterten Gehsteig an der Nordseite der Karl-Stieler-Straße mit 10 Metern zur Presselstraße. Der Brunnen fördert kein Wasser. Der Brunnen ist im Eigentum des Landes Berlin. |
| Lifel    | 052         | Altdorfer Straße ggü. 10b Lage Schweizer Viertel                                 | Säule mit Königskappe         | 15–20 m          | Der Brunnen (OSM-ID: 1146764029) steht 75 Meter östlich der Glarner Straße am Fahrbahnrand des südlichen Gehwegs der Altdorfer Straße (Am Sportplatz). Die Häuser dieser Siedlung wurden Mitte der 2010er Jahre errichtet, der Brunnenstandort liegt so an der Rückseite zum Grundstück Maggy-Breittmayer-Pfad 9. Zuvor befand sich im Winkel zwischen Altdorfer Straße und Goerzallee ein Sportplatz, die Glarner Straße wurde mit der Siedlung neu angelegt. Zum Hafen Lichterfelde sind es 300 Meter nach Osten. Ein Schild „Kein Trinkwasser“ ist über dem Austrittsrohr vorhanden und darunter befindet sich eine Trogmulde für den Ablauf im Rasenstreifen der Baumflucht. Die Königskappe schließt hier mit einer flachen Rundung ab. Der Brunnen St052 an der Altdorfer Straße ist wegen mikrobieller und chemischer Verunreinigung nicht einsatzbereit. Der Brunnen ist im Eigentum des Landes Berlin. |
| Lifel    | 053         | Ahlener Weg 16 Lage Lichterfelde Süd                                             | Allweiler                     | 20–30 m          | Der Brunnen (OSM-ID: 1210689434) steht am Nordrand der Straße, gegenüber befindet sich ein Parkplatz. Der Westfalenring kreuzt 50 Meter nach Westen. |
| Lifel    | 054         | Achenseeweg 35 Lage Schütte-Lanz-Straße 400 Anwohner                             | Rümmler                       | 20–30 m          | Der Brunnen (OSM-ID: 1029674593) steht auf dem Grünstreifen am östlichen Straßenrand zwischen den Häusern 35 und 41. Der Brunnen fördert Wasser. |
| Lankw    | 055         | Tennstedter Straße 5 Lage Lankwitz Süd                                           | <Allweilerständer> <abgebaut> | 30–40 m          | Der Brunnen stand an der Nordseite der Tennstedter Straße vor dem Siedlungshaus 5 auf dem Kleinpflaster der Baumflucht zwischen dem zweiten und dritten Straßenbaum 40 Meter von der Frankenhauser Straße her. |
| Lifel    | 056         | Gélieustraße ggü. 11 Lage Hindenburgdamm 1150 Anwohner                           | Allweiler                     | 010–15 m         | Der Brunnen (OSM-ID: 6003263209) steht gegenüber vom Arbeitsamt Steglitz-Zehlendorf (Gebäudeteil Gelieustraße 12) am südlichen Gehsteig. Der Standort befindet sich 50 Meter von der mündenden Undinestraße bzw. dem Händelplatz der zwischen Gélieustraße und Hindenburgdamm gebildet wird. Ein Hinweisschild ist nicht angebracht, der Ablauf gelangt auf einen Trogstein. Der Brunnen fördert Wasser. |
| Lifel    | 057         | Berner Straße / Rütliplatz ggü. 1 Lage Schweizer Viertel                         | Rümmler                       | 07–10 m          | Der blau-grün-lackierte Straßenbrunnen steht am Nordrand des Rütliplatzes zwischen der Berner und der Carstennstraße (ggü. 36b). Ein „Kein Trinkwasser-Schild“ ist gut sichtbar vorhanden. Der blaue Schwengel und der Austritt stehen quer zueinander. Der Ablauf des zur Fahrbahn gerichteten Austritts gelangt in einen Kunststein mit ovaler Mulde. |
| Lankw    | 058         | Calandrellistraße 19 Lage Komponistenviertel Lankwitz 1250 Anwohner              | Allweilerständer              | 10–15 m          | Der Brunnen steht im Pflastermosaik von einer runden Abdeckplatte umgeben. Der Ständer ist grün und der Schwengelaufsatz sowie der Austritt blau lackiert. Das Hinweisschild „Kein Trinkwasser“ ist vorhanden. Unter dem Austritt befindet sich für den Ablauf eine rechteckige Muldenplatte. Der Standort befindet sich an der südlichen Straßenseite 30 Meter westlich der Kreuzung Mozartstraße, unmittelbar am Hauseingang Nummer 19. Der Brunnen fördert Wasser. Der Brunnen ist im Eigentum des Landes Berlin. |
| Lifel    | 059         | Troppauer Straße 2 Lage Lichterfelde West 400 Anwohner                           | Allweilerständer              | 07–10 m          | Der Brunnen steht an der Nordseite der Troppauer Straße 25 Meter zur Curtiusstraße und der hier gleichfalls mündenden Lotzestraße. Der Brunnen fördert Wasser. |
| Lifel    | 060         | Celsiusstraße ggü. 42a Lage Thermometersiedlung                                  | Rümmler                       | 20–30 m          | Der Brunnen (OSM-ID: 1508407347) steht vor dem Haus der Eben Ezer-Gemeinde am westlichen Ast der Sackgasse. |
| Lifel    | 061         | Scheelestraße ggü. 140 Lage Schütte-Lanz-Straße                                  | Rümmler                       | 15–20 m          | Der Brunnen (OSM-ID: 1002675897) steht an der südlichen Fahrbahn der Scheelstraße, 50 Meter von der Osdorfer Straße. Hinter der buschige Grünfläche steht das „Jugendfreizeitheim Ostdorfer Straße“. |
| Stegl    | 062         | Stindestraße neben 30 Lage Stadtpark 750 Anwohner                                | Rümmler                       | 15–20 m          | Der Brunnen steht an der Nordwestseite der Stindestraße fünf Meter versetzt zur von Südosten mündenden Straße Unter den Rüstern, vor dem Eingang zum Seniorenzentrum. Vom Standort nach Nordwesten zieht sich der Grünstreifen vom Stadtpark 100 Meter zum „Restaurantteich“. Der Teltowkanal mit der Hannemannbrücke liegt im Süden (170 Meter). Der Brunnen steht in einem Pflastermosaik, wobei darin für den Ablauf eine Trogmulde als Auffang eingelassen ist. Oberhalb vom Austritt ist das „Kein Trinkwasser“ befestigt. Der Brunnen fördert Wasser. |
| Stegl    | 063         | Göttinger Straße ggü. 9 Lage Bismarckstraße 750 Anwohner                         | Rümmler                       | 10–15 m          | Der Brunnen steht an der Ostseite Göttinger Straße 20 Meter vor deren Einmündung auf die Thorwaldsenstraße. An der nordwestlichen Bauflucht der Thorwaldsenstraße liegt die Bezirksgrenze: Ortsteil Schöneberg. Der Brunnenstandort befindet sich vor der dreieckigen und mit Kastanien bewachsenen Grünfläche zwischen den beiden spitzwinklig auftreffenden Straßen. Der Ablauf gelangt über den Kunststein mit Rechteckmulde zum Bordstein, am grün/blauen Brunnenständer befindet sich der „Kein Trinkwasser“-Hinweis. Der Brunnen fördert Wasser. |
| Lankw    | 064         | Wedellstraße 29 Lage Alt-Lankwitz                                                | <Rümmler>                     | 20–30 m          | Der Brunnen stand in der Wedellstraße (Ostseite) an der Kreuzung mit dem Kamenzer Damm. In der BA-Liste von 2004 ist unter „Wedellstraße 29“ der Senatsständer (Rümmlerpumpe) mit der Anmerkung „Bolzen defekt, fördert Wasser“ geführt. 2008 und 2014 sind keine Einträge vorhanden, die Liste der Landesbrunnen (Drucksache 17/15418 des Abgeordnetenhauses) enthält keinen Eintrag „Brunnen Wedellstraße“ und bei einer Begehung Mai 2020 ist kein Notwasserbrunnen aufzufinden, auch keine Spuren des vormaligen Standorts. Der Bereich wurde 1963/1965 mit dem Ausbau des durchgehenden Kamenzer Damms bebaut. |
| Stegl    | 065         | Walsroder Straße 12 Lage Munsterdamm 1700 Anwohner                               | Rümmler                       | 10–15 m          | Der Brunnen steht an der Südseite der Walsroder Straße 25 Meter westlich der Worpsweder Straße. Der Brunnen fördert Wasser. |
| Stegl    | 066         | Altmarkstraße 27 Lage Bismarckstraße 1350 Anwohner                               | Rümmler                       | 10–15 m          | Der Brunnen (OSM-ID: 1122015315) steht am westlichen Fahrbahnrand 15 Meter nördlich der Bergstraße vor dem Eckhaus 27. Der Brunnen fördert Wasser. |
| Lifel    | 067         | Brauerplatz Lage Oberhofer Platz                                                 | Rümmler                       | 10–15 m          | Der Brunnen (OSM-ID: 944085473) steht am Westrand des Brauerplatzes gegenüber von Am Pfarracker 1. |
| Lifel    | 068         | Oberhofer Weg 2 Lage Oberhofer Platz 650 Anwohner                                | Rümmler                       | 04–7 m           | Der Brunnen (OSM-ID: 1024993471) steht nahe vom Kranoldplatz an der Brauerstraße (Südseite), über die hinweg die Bahnlinie südlich vom S-Bahnhof Lichterfelde-Ost besteht (BA: Brauerstr. 1/Oberhofer Weg). Der Brunnen fördert Wasser. |
| Lankw    | 069         | Elisabethstraße/Dillgesstraße Lage Kaiser-Wilhelm-Straße 1650 Anwohner           | Rümmler                       | 04–7 m           | Der Brunnen steht im Pflastermosaik. Der Ständer ist grün und der Schwengelaufsatz sowie der Austritt blau lackiert. Das Hinweisschild „Kein Trinkwasser“ ist vorhanden. Der Standort des Brunnenständers befindet sich an der Südseite der Elisabethstraße 15 Meter (zwischen ersten und zweiten Straßenbaum) vor der Dillgesstraße. An dieser Straßenecke erstreckt sich der Dillgespark bis zur Kaiser-Wilhelm-Straße, der Brunnen steht vor dem Spielplatz. Über die Dillgesstraße hinweg setzt die Sibyllenstraße die Elisabethstraße fort. Der Brunnen fördert Wasser. |
| Lifel    | 070         | Goerzallee 94a Lage Schweizer Viertel 650 Anwohner                               | Rümmler                       | 10–15 m          | Der Brunnen steht am nördlichen Gehweg der Luzerner Straße unmittelbar an der Straßenecke Goerzallee. Der Brunnen fördert Wasser. |
| Stegl    | 071         | Schönhauser Straße 19 Lage Feuerbachstraße 1700 Anwohner                         | Rümmler                       | 10–15 m          | Der Brunnen (OSM-ID: 1122054317) steht (Schönhauser Straße/Lothar-Bucher-Straße) gegenüber der Rückseite des Spielplatzes der Kita und JeverNeun (Jeverstraße 10–11) an der Ostseite der Schönhauser Straße in der Baumreihe am Gehweg. Der Standort befindet sich 30 Meter nördlich der Lothar-Bucher-Straße. Der Brunnen steht zwischen Gehwegplatten und Kleinpflaster mit einer Trogmulde für den Ablauf. Ein Kein Trinkwasser befand sich nicht. Der Brunnen fördert Wasser. |
| Lankw    | 072         | Tautenburger Straße 23 / Brotteroder Straße Lage Lankwitz Süd                    | Rümmler                       | 20–30 m          | Der Brunnen (OSM-ID: 1028152111) steht auf dem östlichen grünen Baumstreifen 20 Meter südlich der Brotteroder Straße. Der Standort zwischen den mit Baumbügeln geschützten Straßenbäumen ist hier nicht als Parkbucht ausgeführt. Der Brunnenkörper selbst steht auf einer Pflasterfläche an der Platte mit Rechteckmulde im Pflastermosaik. Der Ständer ist grün und der Schwengelaufsatz sowie der Austritt blau lackiert. Das Hinweisschild „Kein Trinkwasser“ ist vorhanden. |
| Lifel    | 073         | Gardeschützenweg 13–15 Lage Augustaplatz                                         | <Rümmler> <abgebaut>          | 07–10 m          | Der Brunnen stand 100 Meter westlich vom Wolfensteindamm an der Südseite Gardeschützenweg. Zum Brunnen benachbart ist die St.-Annen-Kirche (Grundstück 17/21). Im August 2020 war der Brunnen nicht auffindbar. |
| Lifel    | 074         | Osdorfer Straße ggü. 42 Lage Thermometersiedlung                                 | Rümmler                       | 15–20 m          | Der Brunnen (OSM-ID: 939259910) steht in der Thermometersiedlung unweit vom Stangenpfuhl an der Straßenostseite gegenüber vom GSW-Hochhaus. Der Brunnen St074 an der Osdorfer Str. ggü. 42 besitzt Funktionsmängel; Das Ventil ist defekt, der Brunnen fördert kein Wasser. Der Brunnen ist im Eigentum des Landes Berlin. |
| Lifel    | 075         | Promenadenstraße 14d Lage Königsberger Straße                                    | Rümmler                       | 20–30 m          | Der Brunnen (OSM-ID: 992806034, BA: Promenadenstraße 15a) steht südlich der Promenadenstraße am Fahrbahnrand zwischen Ostpreußendamm und Marienplatz. Sowohl Ventil als auch Kolbenmanschette sind defekt, zudem bestehen mikrobielle und chemische Verunreinigungen, weshalb der Brunnen kein Wasser fördert. Der Brunnen ist im Eigentum des Landes Berlin. |
| Lankw    | 076         | Mühlenstraße 12 / Schulstraße Lage Alt-Lankwitz 1000 Anwohner                    | Rümmler                       | 20–30 m          | Der Brunnen (OSM-ID: 2121118015) steht am westlichen Straßenrand zwischen den Mündungen von Schulstraße und In den neuen Gärten. Der Brunnen steht im Pflastermosaik. Der Ständer ist grün und der Schwengelaufsatz sowie der Austritt blau lackiert. Das Hinweisschild „Kein Trinkwasser“ ist vorhanden. Der Brunnen fördert Wasser. Der Brunnen ist im Eigentum des Landes Berlin. |
| Lifel    | 077         | Zerbster Straße 18 Lage Oberhofer Platz 750 Anwohner                             | Rümmler                       | 20–30 m          | Der Brunnen (OSM-ID: 1023054228) steht in der Zerbster Straße 25 Meter südlich der Geraer Straße. Entlang der Zerbster Straße verläuft die Ortsteilgrenze zu Lankwitz, so dass die dem Brunnen gegenüberliegenden Häuser nicht zu Lichterfelde gehören. Der Brunnen fördert Wasser. Der Brunnen ist im Eigentum des Landes Berlin. |
| Lankw    | 078         | Annastraße ggü. 4 Lage Kaiser-Wilhelm-Straße 900 Anwohner                        | Rümmler                       | 10–15 m          | Der Brunnen steht an der Ostseite vor der Wendekehre der Annastraße an der Kaiser-Wilhelm-Straße (30 Meter vom Brunnen). In der Liste vom Bezirksamt ist als Standort „Annastraße 3“ vermerkt, dieses Grundstück mit dem dreigeschossigen Wohnhaus ist als N°18a zum Eckgrundstück Kaiser-Wilhelm-Straße 18 zugeordnet. Der Ständer ist grün und der Schwengelaufsatz sowie der Austritt blau lackiert. Das Hinweisschild „Kein Trinkwasser“ ist nicht vorhanden. Der Brunnen fördert Wasser. Der Brunnen ist im Eigentum des Landes Berlin. |
| Lifel    | 079         | Celsiusstraße ggü. 9 Lage Thermometersiedlung                                    | Rümmler                       | 15–20 m          | Der Brunnen (OSM-ID: 1508407428) steht an der Straßennordseite gegenüber vom Parkplatz zwischen den Grundstücken 3 und 9 (BA gibt Nummer 8 an). Der Standort liegt 115 Meter westlich der Osdorfer Straße. Der Brunnen (St079, Steglitz, Celsiusstr. 8) fördert kein Wasser. Der Brunnen ist im Eigentum des Landes Berlin. |
| Lifel    | 080         | Luisenstraße 11a Lage Oberhofer Platz 1650 Anwohner                              | Rümmler                       | 07–10 m          | Der Brunnen steht 15 Meter auf dem westlichen Gehsteig der Luisenstraße von der Ecke Jägerstraße auf dem Grünstreifen im Pflastermosaik. Der Ständer ist grün und der Schwengelaufsatz sowie der Austritt blau lackiert. Der Brunnen (OSM-ID: 1072259911) steht an der Westseite der Luisenstraße, die im Straßenlauf zu Lichterfelde gehört; die Gebäude (27, 28, 29) hinter der gegenüberliegenden Baumreihe gehören zu Lankwitz. Der Straßenname Jägerstraße wechselt hier zu Derfflingerstraße. Der Brunnen fördert Wasser. |
| Lankw    | 081         | Humperdinckstraße 15 Lage Komponistenviertel Lankwitz                            | Rümmler                       | 10–15 m          | Der Brunnen steht auf dem Grünstreifen. Der Ständer ist grün und der Schwengelaufsatz sowie der Austritt blau lackiert. Der Standort vor dem Eckgrundstück 15 befindet sich an der Westseite der trichterförmigen Mündung der Humperdinckstraße auf den Gluckweg, letzterer liegt mit der dem Brunnen gegenüberliegenden Seite an der Bahnlinie entlang. |
| Lifel    | 082         | Roonstraße 32 Lage Augustaplatz 1700 Anwohner                                    | Rümmler                       | 10–15 m          | Der Brunnen steht an der Südseite der Roonstraße, von der Kreuzung Lipaer Straße 20 Meter zwischen der ersten und zweiten Baumscheibe entfernt. Das dreigeschossige Eckhaus ist als Roonstraße 32 und Lipaer Straße 19 adressiert. Der Brunnen fördert Wasser. |
| Lifel    | 083         | Altdorfer Straße 61 Lage Schweizer Viertel 450 Anwohner                          | Rümmler                       | 10–15 m          | Der Brunnen (OSM-ID: 1634137140) steht am südlichen Straßenrand 25 Meter östlich der Ecke mit der Carstennstraße. Der Brunnen ist vor Ort mit der „Nummer 52“ markiert, mit der gleichen Brunnen-Nummer wie der östlicher in der Altdorfer Straße stehende Brunnen („Altdorfer Str. (Am Sportplatz)“). Das BA-Verzeichnis nennt für den Standort: „Altdorfer Str. , das E57/Carstenstr.“ Das Jahr der Aufstellung des Brunnens liegt vor 1980. Der Ablauf gelangt auf das Kleinpflaster, ein Rechteckschild „Kein Trinkwasser“ befindet sich oberhalb vom Austritt. Gegenüber vom Brunnen befindet sich das Gelände des ehemaligen Rittberg-Krankenhauses (erstes homöopathisches Krankenhaus Berlins), das seit 1999 vom Generalsekretariat des DRK genutzt wird. Der Brunnen fördert Wasser. |
| Lifel    | 084         | Geibelstraße 31 Lage Lichterfelde West 650 Anwohner                              | Rümmler                       | 10–15 m          | Der Brunnen steht von der 1962 geänderten Kreuzung mit der Friedrichstraße und Jägerndorfer Zeile 40 Meter südlich an der Ostseite der Geibelstraße. Der Standort befindet sich im Pflastermosaik des Grünstreifens neben der Hauszufahrt 32/33 und 29/31. Der Brunnen fördert Wasser. |
| Lifel    | 085         | Blücherstraße 14 Lage Lichterfelde Süd 350 Anwohner                              | Rümmler                       | 20–30 m          | Der Brunnen steht an der Südseite der Blücherstraße 10 Meter von der Südwestecke zur Steinmetzstraße. Vor dem ersten Straßenbaum in einem Pflastermosaik des Grünstreifens liegt vor dem Brunnenfuß eine Platte mit Rechteckmulde für den Ablauf aus dem Austritt, der Schwengel liegt in Gehwegrichtung. Das Schild „Kein Trinkwasser“ ist angebracht. Der Brunnen fördert Wasser. |
| Lankw    | 086         | Wichurastraße 55–61 Lage Gemeindepark Lankwitz                                   | <Rümmler> <abgebaut>          | 20–30 m          | Der Brunnen stand an Westseite der Straße vor dem Grundstück vom Wichura-Club (Nummer 59) vom Bezirksamt Steglitz-Zehlendorf. Der Brunnen ist bei den Befahrungen 2008 und 2014 nicht mehr verzeichnet. Der Standort lag 150 Meter zur Belßstraße und nach Süden 150 Meter zur Preysingstraße. |
| Stegl    | 087         | Am Fenn 13 Lage Stadtpark                                                        | Rümmler                       | 10–15 m          | Der Brunnen steht südlich der Straße Unter den Rüstern (70 Meter, 250 Meter zur Albrechtstraße) an der Wendekehre vor dem Teltowkanal (zwischen Siemens- und Hannemannbrücke), Westseite von Am Fenn. Das Haus 13 ist hinter einer Grünfläche an der Brunnenseite von der Kehre zurückgesetzt. Oberhalb vom Austritt ist das „Kein Trinkwasser“ und unter dem Austritt liegt eine „Trogmulde“ für den Ablauf neben dem Brunnen im Randstreifen des Gehsteigs. |
| Lifel    | 088         | Adolf-Martens-Straße 1 Lage Botanischer Garten                                   | Rümmler                       | 10–15 m          | Der Brunnen steht am Rand des nördlichen Gehsteigs vor dem Grundstück Adolf-Martens-Straße 1 und ist 40 Meter von der Ecke Knesebeckstraße entfernt. Hinter dem Grundstück 2a/2b auf der Straßengegenseite befindet sich der S-Bahnhof Lichterfelde West. Der Brunnen ist im Eigentum des Landes Berlin. |
| Lifel    | 089         | Kadettenweg (#27) / Baseler Straße (#44) Lage Lichterfelde West                  | Rümmler                       | 10–15 m          | Der Brunnen steht an der Nordecke des von Kadettenweg/Baseler Straße gebildeten Platzes, an dessen Südseite die Ringstraße liegt. Dieses Dreieck ist ein Kinderspielplatz. Der Brunnen steht auf einem Pflastermosaik nahe zum Bordstein. Die Brunnenkennung ist auf der 3D-StreetView-Darstellung vom Juli 2008 als „80“ zu erkennen, die Säule wurde seither in grün neu lackiert, so ist die Nummer nicht erkennbar. Der Brunnen St089 im Kadettenweg / Baseler Straße besitzt Funktionsmängel, insbesondere ist der Ständer defekt.Der Brunnen fördert kein Wasser. Der Brunnen ist im Eigentum des Landes Berlin. |
| Lankw    | 090         | Bischofsgrüner Weg 71 Lage Alt-Lankwitz                                          | Rümmler                       | 20–30 m          | Der Brunnen steht mit einer Kunststeintrogmulde auf dem Pflastermosaik innerhalb vom Grünstreifen am Gehwegrand. Der Ständer ist grün und der Schwengelaufsatz sowie der Austritt blau lackiert. Der Brunnen fördert nah wenigen Pumphüben auch 2020 noch Wasser, das schnell klar ist. Der Standort am nördlichen Gehsteig des Bischofsgrüner Weg befindet sich weniger als 10 Meter neben der (West-)Straßenecke Bernecker Weg. Zum Kanal sind es 450 Meter nach Norden, zur Bezirksgrenze (Ortsteil Mariendorf, Gewerbegebiet Altes Gaswerk Mariendorf) 90 Meter nach Osten. Trotz des defekten Frosthahns fördert der Brunnen Wasser Der Brunnen ist im Eigentum des Landes Berlin. |
| Lifel    | 091         | Limonenstraße #6 Lage Botanischer Garten                                         | Rümmler                       | 10–15 m          | Der Brunnen steht am Eckgrundstück Malvenstraße 5, am nördlichen Gehsteig der Limonenstraße. Der Brunnen ist im Eigentum des Landes Berlin. |
| Lifel    | 092         | Schwatlostraße neben 17 Lage Lichterfelde Süd                                    | Rümmler                       | 15–20 m          | Der Brunnen (OSM-ID: 1024993424) steht an der östlichen Straßenecke von Schwatlow- und Lindenstraße (Lindenstraße 3–4) auf dem Gehweg. Der Brunnen ist im Eigentum des Landes Berlin. |
| Lifel    | 081 (St093) | Holbeinstraße 49 / Tietzenweg Lage Augustaplatz 950 Anwohner                     | Rümmler                       | 10–15 m          | Der Brunnen steht an der Nordseite der Holbeinstraße am nordöstlichen Grundstück, 15 Meter westlich vom Tietzenweg (zwischen ersten und zweitem Straßenbaum am Gehsteigrand). Der Eintrag für 2004 in der Liste des Bezirksamtes lautete: „93, Holbeinstr/Tietzenweg, Senatsständer,in Ordnung“. Der Brunnen fördert Wasser. |
| Stegl    | 094         | Deitmerstraße 7 Lage Schloßstraße 950 Anwohner                                   | Rümmler                       | 07–10 m          | Der Brunnen steht 40 Meter zur BAB 103 Ausfahrt Zehlendorf. Der Standort an der Westseite der Deitmerstraße befindet sich an der Südwestseite der Straße vor dem viergeschossigen Eckhaus (Nummer 7) und 15 Meter von der Düppelstraße, nach Westen endet die Deitmerstraße in einer Wendekehre zur Schloßstraße. Der Brunnen fördert Wasser. |
| Lifel    | 095         | Devrientweg ggü. 1/1a Lage Königsberger Straße                                   | Rümmler                       | 15–20 m          | Der Brunnen steht 30 Meter vom Ostpreußendamm entfernt an der Südseite vom Devrientweg. Der Standort auf einem Pflastermosaik liegt in der Baumflucht zwischen Radweg am Straßenrand und Gehsteig. An der Brunnenseite folgt die Stirnseite des Wohnblocks Ostpreußendamm 172c-172. |
| Stegl    | 096         | Heinrich-Seidel-Straße ggü. 1 Lage Südende                                       | Rümmler                       | 07–10 m          | Der Brunnen steht an der Westseite Heinrich-Seidel-Straße 15 Meter von der Ecke Liliencronstraße. Der Standort befindet sich zum Spielplatz auf dem Markusplatz, einem Schmuckplatz. Die Kolbenmanschette von St096 ist ein Funktionsmangel der Kosten von 5.000,00 € verursacht, der Brunnen fördert kein Wasser. Der Brunnen ist im Eigentum des Landes Berlin. |
| Lifel    | 097         | Paulinenstraße ggü. 17 Lage Lichterfelde West 850 Anwohner                       | Rümmler                       | 04–7 m           | Der Brunnen (OSM-ID: 1195121950) steht 35 Meter nördlich der Finckensteinallee an der Ostseite der Paulinenstraße zwischen den Wohnhäusern Paulinenstraße 18 und Finckensteinallee 78. Der Flurabstand des Grundwassers ist an diesem Bereich des Gehwegs in einem Streifen nach Südwest geringer. Der Brunnen fördert Wasser. |
| Stegl    | 098         | Liebenowzeile ggü. 4 Lage Südende                                                | Rümmler                       | 10–15 m          | Der Brunnen (OSM-ID: 1666709521) steht an der östlichen Straßenseite innerhalb der Baumreihe vor dem Parkplatz und 30 Meter nördlich der Denkstraße. Unter dem Wasseraustritt befindet sich ein Stein mit rechteckiger Mulde und Abfluss zur schmalen Bordsteinkante. Der Brunnen ist im Eigentum des Landes Berlin. |
| Stegl    | 099         | Poschingerstraße 13 Lage Bismarckstraße                                          | Rümmler                       | 10–15 m          | Der Brunnen steht an der Südseite der Straße 10 Meter von der Bismarckstraße zwischen der ersten und zweiten Baumscheibe am Rand des Gehwegs im eigenen Pflastermosaik. Das „Kein Trinkwasser“-Schild ist vorhanden. Es ist oberhalb vom Austritt und unter diesem zum Bordstein gerichtet liegt ein Kunststein mit ovaler Mulde für den Ablauf. Der Brunnen fördert kein Wasser. Der Brunnen ist im Eigentum des Landes Berlin. |
| Stegl    | 0100        | Lenbachstraße ggü. 7 Lage Feuerbachstraße 850 Anwohner                           | Rümmler                       | 10–15 m          | Der Brunnen steht an der Nordseite der Lenbachstraße und ist 30 Meter vom Radweg an der Knausstraße entfernt. An der Nordwestecke Lenbach-/ Knausstraße an der Mündung der Thorwaldsenstraße befindet sich ein um 1970 geschaffener Spielplatz (beräumte Ruinenfläche auf Grundstück Lenbachstraße 9/10, Knausstraße 6). Der Brunnenständer steht am Gehwegrand zwischen Baumscheiben im Kleinpflaster. Das grün (mit dem Schaft) lackierte Schellenband ist ohne Hinweisschild, jedoch ist der Brunnen nicht betriebsbereit. Der Schwengelarm ist innerhalb vom Schwengelansatz abgebrochen. Für den Ablauf liegt ein Trogstein unter dem Austritt. Der Brunnen fördert Wasser. Der Brunnen ist im Eigentum des Landes Berlin. |
| Stegl    | 0101        | Selerweg ggü. 25 Lage Bergstraße                                                 | Rümmler                       | 07–10 m          | Der Brunnen (OSM-ID: 4318714994) steht zum Selerweg am Nordrand der dreieckigen Grüninsel an der mündenden Elisenstraße. Der Standort liegt gegenüber vom Fußweg, der von der Lessingstraße her kommt. Der Brunnen auf einem Pflastermosaik besitzt für den Ablauf einen Trogstein. Ein Hinweisschild Kein Trinkwasser ist vorhanden, zusätzlich ist der Schwengel mit einer Kette am Ständer befestigt, um die Nutzung zu verhindern. Der Brunnen ist im Eigentum des Landes Berlin. |
| Stegl    | 0102        | Menckenstraße 24 Lage Feuerbachstraße                                            | <gezogen>                     | 10–15 m          | Der Brunnen stand an der Spitze des südwestlichen Platzes vor dem gefasten Eckhaus Menckenstraße 24 / Kniephofstraße 4. In der Liste von 2004 ist der Standort bereits als „gezogen, wird nicht ersetzt“ bezeichnet und bei der Googlebefahrung Juli 2008 fehlt er. Die bei der „Straßenbefahrung 2014“ gesetzte Markierung für einen Straßenbrunnen neben dem Kanaldeckel ist wohl fehlerhaft gesetzt. Bei einer Begehung im April 2020 konnte dieser Standort nicht bestätigt werden. Der Anfang der 2000er Jahre stillgelegte Brunnen ist im Investitionsplan der 2020er Jahre als Überbohrung für eine Wiederaufstellung vorgesehen. Der Standort eines Brunnens ist im Eigentum des Landes Berlin. |
| Stegl    | 0103        | Kellerstraße 3 Lage Südende                                                      | Rümmler                       | 10–15 m          | Der Brunnen steht an der Südostseite der Kellerstraße am Fünfgeschosser Nummer 3 und gegenüber vom Eckwohnhaus 4 am Steglitzer Damm. Der Standort zwischen erster und zweiter Baumscheibe liegt 25 Meter von der östlichen Straßenecke. Der Brunnen ist im Eigentum des Landes Berlin. |
| Stegl    | 0104        | Jeverstraße ggü. 2 Lage Feuerbachstraße                                          | Rümmler                       | 10–15 m          | Für 2004 ist eine Rümmlerpumpe mit defekten Kolben und Ventil notiert, in der Liste ist der Standort „Friedrichsruher Straße 57“ geführt. Der Brunnen steht vor dem Spielplatz Külzer Straße 3. Der Standort befindet sich am Gehwegrand der Westseite der Jeverstraße südlich des dreieckigen Platzes den Külzer, Jever- und Friedrichsruher Straße bilden. Gegenüber vom Brunnen steht Ecke Friedrichsruher straße die Kita der Lukasgemeinde (Friedrichsruher Straße 1/2, Jeverstraße 2). Die Lukas-Kirche steht eine Querstraße nach Osten am Friedrichsruher Platz (Schönhauser Straße 15 / Friedrichsruher Straße 6a). Am Brunnen zeigt der Austritt zum Bordstein, der Schwengel liegt parallel zum Bordstein. Für den Ablauf ist ein trogförmige Mulde unter dem Austritt. Ein kleiner Schachtdeckel etwa 40 cm vom Fußflansch markiert den Zugang zum Frosthahn. Der Brunnen fördert kein Wasser. Der Brunnen ist im Eigentum des Landes Berlin. |
| Stegl    | 0105        | Am Eichgarten ggü. 8 Lage Stadtpark                                              | Rümmler                       | 10–15 m          | Der Brunnenstandort der Schliephacke-(Rümmler-)Pumpe befindet sich am Nordufer vom Teltowkanal am südlichen Straßenrand vom Am Eichgarten in einer Entfernung von 40 Meter zur Hannemannbrücke, 30 Meter von der Stindestraße. Der gegenüberliegende Wohnblock aus den 1920er Jahren steht in Höhe vom Brunnen mit schräggestellten Wohnhäusern Hausnummer 7–9 (und im Winkel rechtwinklig dazu Nummer 10–12), er setzt sich mit 41-38 und rechtwinklig nach hinten gestellt mit 37–35 in der Stindestraße fort. Das Nordufer vom Kanal ist die Grenze zum Ortsteil Lankwitz. Charakteristisch für die Brunnen im Bezirk ist die blaue und grüne Lackierung, die an den Brunnen der 1960er Jahre offensichtlich vor wenigen Jahren erneuert wurde. An diesem Brunnen möglicherweise auch bei der Gestaltung des benachbarten Trafobaus. Der Wasseraustritt ist zur Fahrbahn gerichtet, der Wasserabfluss des gepumpten Grundwassers erfolgt über den Bordstein in das Straßengerinne. Die Betätigung des Schwengels erfolgt parallel zur Fahrbahn. Durch die Sperrpfosten um das Trafohäuschen ist auch der Brunnen gegen anfahrende PKW geschützt, die auf der Kanalseite der Straße parken. |
| Stegl    | 0106        | Barsekowstraße 1 Lage Mittelstraße                                               | <Beobachtungsbrunnen>         | 20–30 m          | Der Brunnen an der westlichen Ecke der Mündung der Barsekow- auf die Breite Straße ist nicht mehr als „Plumpe“ im Straßenbild zu finden. Die Nutzung wurde geändert zur Beobachtung des Grundwassers. Der Brunnenstandort ist im Eigentum des Landes Berlin. |
| Stegl    | 0107        | Hünefeldzeile ggü. 3 Lage Südende                                                | Rümmler                       | 30–40 m          | Der Brunnen steht an der östlichen Straßenseite vor der Kirche Südend (Hünefeldzeile 16/Ellwangerstraße 9). Der Standort befindet sich 10 Meter von der Ellwangerstraße, die hier kreuzt und von Südosten spitzwinklig mündet an der Nordwestseite sodann rechtwinklig weiterführt. Der Brunnen ist im Eigentum des Landes Berlin. |
| Stegl    | 0108        | Oehlertring 60 Lage Munsterdamm 600 Anwohner                                     | Rümmler                       | 10–15 m          | Der Brunnen steht an der Straßensüdseite im Baumstreifen am Gehweg 25 Meter zur Ecke mit der Sembritzkistraße. Das Spaßbad am Insulaner ist 130 Meter entfernt und der Insulaner selbst liegt nördlich, 150 Meter durch die Kleingartenanlage läuft entlang der Bahnanlage die Bezirksgrenze zu Tempelhof. Der Brunnen fördert Wasser. Der Brunnen ist im Eigentum des Landes Berlin. |
| Stegl    | 0109        | Altmarkstraße 20a Lage Bismarckstraße                                            | Rümmler                       | 10–15 m          | Der Brunnen (OSM-ID: 1122015331) steht in der östlichen Baumreihe an der Altmarkstraße und 60 Meter südlicher der Horst-Kohl-Straße. Der Brunnen fördert kein Wasser. Der Brunnen ist im Eigentum des Landes Berlin. |
| Stegl    | 0110        | Kelchstraße ggü. 9 Lage Munsterdamm                                              | Rümmler                       | 20–30 m          | Der Brunnen steht am Norden des Georg-von-Siemens-Parks. Gegenüber vom Wohnhaus Kelcheweg 9 an der südöstlichen Ecke des Doldenwegs. Der Rümmlerbrunnen steht hinter einer Pfostenreihe am Rand des Gebüschs 10 Meter neben dem Doldenweg, der als Fußweg ausgebildet ist. Ein Schild „Kein Trinkwasser“ ist vorhanden. Auf der Bezirksliste ist „Kelchstraße 40 / Doldenstraße“ als Standort eingetragen: 50 Meter nördlich vom Brunnen führt der Langensteiner Weg nach Westen (Eckhaus 36). Die umgebenden Wohnhäuser zwischen dem Bahngelände im (ehemaligen) Bezirk Tempelhof und dem Bahnhof Südende wurden um 1930/1932 erbaut. Der Brunnen fördert kein Wasser. Der Brunnen ist im Eigentum des Landes Berlin. |
| Lifel    | 0111        | Mommsenstraße/Kyllmannstraße Lage Augustaplatz                                   | Rümmler                       | 10–15 m          | Der Brunnen steht 20 Meter an der Südseite der Mommsenstraße vor dem Eckgrundstück Kylmannstraße 17 zwischen dem ersten und zweiten Straßenbaum. Das Wohnhaus zum Eckgrundstück ist 30 Meter an der Kylmannstraße zurückgesetzt, dem Brunnen gegenüber befindet sich die Stirnseite des nördlichen Eckhauses Nummer 15. Ein Schild „Kein Trinkwasser“ ist vorhanden. Der Brunnen ist im Eigentum des Landes Berlin. |
| Lifel    | 0112        | Patschkauer Weg ggü. 39 Lage Botanischer Garten 500 Anwohner                     | Rümmler                       | 15–20 m          | Der Brunnen steht am westlichen Gehsteigrand der Patschkauer Straße, von der Altensteinstraße ist der Standort 60 Meter entfernt. Das angrenzende Grundstück 40/42 ist unbebaut. Der Brunnenständer (grün) ist Schwengel und Austritt (beide blau lackiert) parallel zum Bordstein ausgerichtet. Für den Ablauf liegt im Kleinpflaster ein „Trogstein“ mit seinem Abfluss zur Fahrbahn. Der Brunnen fördert kein Wasser. Der Ständer des Brunnen bedarf der Reparatur. Der Brunnen fördert Wasser. Der Brunnen ist im Eigentum des Landes Berlin. |
| Stegl    | 0113        | Rückertstraße 15*16 Lage Fichtenberg                                             | Rümmler                       | 15–20 m          | Der Brunnen (OSM-ID: 2672518815) steht in der Rückertstraße vor dem Wohnhaus 16. Am Ständer befindet sich das Schild „Kein Trinkwasser“. Am Ablauf unter der Austrittseinheit befindet sich ein Muldenstein, dessen Auslauf über das Kleinpflaster zur Fahrbahn führt. Wegen Funktionsmangel (Pumpenständer defekt, Frosthahn, Kolben, Ventil defekt) fördert er kein Wasser. Der Brunnen ist im Eigentum des Landes Berlin. |
| Stegl    | 0114        | Buggestraße 21 Lage Fichtenberg                                                  | Rümmler                       | 10–15 m          | Der Brunnen steht 10 Meter an der nordöstlichen Straßenecke der Forststraße in die Buggestraße hinein. Ein Hinweis „Kein Trinkwasser“ ist vorhanden. Der Brunnen ist im Eigentum des Landes Berlin. |
| Stegl    | 0115        | Spinozastraße 15 Lage Fichtenberg                                                | Rümmler                       | 10–15 m          | Der Brunnen (OSM-ID: 1078927642) steht an der Westseite der Spinozastraße (BA: Spinozastr. ggü. Nr. 21) in Höhe des Weges zwischen den Reihenhäusern 15–15d und 17–17c, 30 Meter nördlich der Buggestraße. „Kein Trinkwasser“. Die Ortsteilgrenze liegt unweit an der Engler-Allee. Der Pumpenwasserüberlauf gelangt in den typischen muldenförmigen Auffangstein. Er fördert kein Wasser insbesondere ist der Pumpenständer defekt. Der Brunnen ist im Eigentum des Landes Berlin. |
| Stegl    | 0116        | Paulsenstraße ggü. 28 / Markelstraße Lage Markelstraße                           | Rümmler                       | 10–15 m          | Der Brunnen (OSM-ID: 1198768302) steht an der westlichen Straßenseite 40 Meter südlich von der Kreuznacher Straße am Straßenknick vor dem Fußballplatz von SFC Stern 1900 e. V. (Sportplatz). Der Standort ist in der BA-Liste Paulsenstraße/Markelstraße. Unter dem Austrittsrohr wird der Ablauf aus einem mollenförmigen Kunststein zum Bordstein geleitet. Das Rohr ist grün- und die Ansatzeinheiten (Schwengel, Wasseraustritt) sind blau lackiert. Der Brunnen fördert kein Wasser. Der Brunnen ist im Eigentum des Landes Berlin. |
| Lankw    | 0117        | Kurfürstenstraße neben 30 Lage Kaiser-Wilhelm-Straße 1150 Anwohner               | Allweilerständer              | 10–15 m          | Der Brunnen (OSM-ID: 990855435) steht am Grundstück Nummer 30 der Kurfürstenstraße und 30 Meter nördlich der Frobenstraße. Der Ständer ist grün und der Schwengelaufsatz sowie der Austritt blau lackiert. Das Hinweisschild „Kein Trinkwasser“ ist vorhanden. Der Brunnen fördert Wasser. Der Brunnen ist im Eigentum des Landes Berlin. |
| Lankw    | 0118        | Gernsheimer Straße 44 Lage Alt-Lankwitz 250 Anwohner                             | Rümmler                       | 20–30 m          | Der Brunnen steht mit einer Rechteckmuldenplatte auf Pflastermosaik im Grünstreifen, mit Platten am Gehwegrand. Der Standort liegt 15 Meter vom Edenkobener Weg, zum Ufer des Teltowkanals sind es 100 Meter nach Osten. Der Ständer ist grün und der Schwengelaufsatz sowie der Austritt blau lackiert. Das Schild „Kein Trinkwasser“ ist am Brunnen nicht angebracht. Der Brunnen fördert Wasser. Der Brunnen ist im Eigentum des Landes Berlin. |
| Lankw    | 0119        | Melanchthonstraße 35 Lage Lankwitz-Kirche                                        | Rümmler                       | 15–20 m          | Der Brunnen (OSM-ID: 2121118014) steht mit einer Rechteckmuldenplatte auf Pflastermosaik im Grünstreifen am Gehsteigrand. Der Ständer ist grün und der Schwengelaufsatz sowie der Austritt blau lackiert. Das Hinweisschild „Kein Trinkwasser“ ist vorhanden. Der Standort befindet sich auf dem nordwestlichen Gehsteig auf dem Baumstreifen der Melanchthonstraße 20 Meter von der Ecke Bruchwitzstraße. Das Eckhaus 35 steht schräg an der Straßenecke zwischen Bruchwitzstraße 34 und Melanchthonstraße 1. Anzumerken ist, dass sich vom Brunnenstandort ab nach Osten der Flurabstand auf 30 Meter erhöht. Der Brunnen fördert kein Wasser. Der Brunnen ist im Eigentum des Landes Berlin. |
| Lankw    | 0120        | Friedrichrodaer Straße ggü. 118 Lage Lankwitz Süd                                | Rümmler                       | 15–20 m          | Der Brunnen (OSM-ID: 1589705813) steht vor der Bezirksgrenze am birkenbestandenen Grünstreifen. Diese ist zum zurückgesetzten Wohnhaus 115 gezogen, letzteres steht in Marienfelde (Bezirk Tempelhof-Schöneberg). Der Standort an der Ostseite der Friedrichrodaer Straße liegt zwischen Kiepertstraße und Hohenbornweg. Der Brunnen steht im Grünstreifen am Gehsteigrand zwischen Gehplatten. Das Hinweisschild „Kein Trinkwasser“ ist vorhanden. Der Ständer ist grün und der Schwengelaufsatz sowie der Austritt blau lackiert. Mit dem Stand auf der Grünfläche erfolgt der Abfluss ins Grundwasser. Der Brunnen fördert kein Wasser. Der Brunnen ist im Eigentum des Landes Berlin. |
| Lankw    | 0121        | Edenkobener Weg 6–10 Lage Komponistenviertel Lankwitz                            | Rümmler                       | 15–20 m          | Der Brunnen (OSM-ID: 1219214756) steht 15 Meter südlich der mündenden Graacher Straße. Schräg gegenüber befindet sich die Anlage vom Gartenverein „Schatzhofberger Platz“. Zum Teltowkanal (Sievers-Brücke) sind es 250 Meter. Der Brunnen steht neben der Trogmulde mit Rinne zum Bordstein für den Ablauf, der Fußflansch liegt im Grünstreifen am Gehsteigrand zwischen Kleinpflastermosaik. Das Hinweisschild „Kein Trinkwasser“ ist vorhanden. Zudem ist der Schwengel am Ständer mit einer Kette verschlossen, um die Benutzung (des wohl epidemiologisch bedenklichen Wassers) zu verhindern. Der Ständer ist grün und der Schwengelaufsatz sowie der Austritt blau lackiert. Der Brunnen fördert kein Wasser. Der Brunnen ist im Eigentum des Landes Berlin. |
| Lankw    | 0122        | Pappritzstraße 23 Lage Lankwitz Süd                                              | Rümmler                       | 15–20 m          | Der Brunnen steht gegenüber von Grundstück 23 und vom westlicheren Hohenbornweg 65 Meter entfernt. Der Standort befindet sich auf dem Rasenstreifen mit Birken, der zu dem Geländestreifen gehört, der in den 1930er Jahren als „geplante Freifläche“ westlich der (damaligen) „Planstraße 31“ ausgewiesen war. Die östlichen Wohnhäuser wurde Ende der 1930er Jahre erbaut. Die viergeschossigen Wohnhäuser auf der Westseite der Straße sind mit Zufahrten über dieses Grün von der „östlichen“ Fahrbahn erreichbar. Diese Häuser wurden auf der (vorher) geplanten Freifläche Mitte der 1960er Jahre errichtet. Der Ständer ist grün und der Schwengelaufsatz sowie der Austritt blau lackiert. Das Hinweisschild „Kein Trinkwasser“ ist vorhanden. Der Brunnen ist im Eigentum des Landes Berlin. |
| Stegl    | 0123        | Neckarsulmer Straße 12 Lage Südende                                              | Rümmler                       | 20–30 m          | Der Brunnen steht an der Nordostecke der Platzerweiterung im Laufe der Neckarsulmer Straße in Höhe Hausnummer 11–12c und gegenüber 4,5. Der Standort ist 130 Meter zur Atillastraße und 140 Meter zum Maulbronner Ufer am südlich liegenden Teltowkanal entfernt. Der Brunnen ist im Eigentum des Landes Berlin. |
| Stegl    | 0124        | Johanna-Stegen-Straße 15 Lage Stadtpark                                          | Rümmler                       | 07–10 m          | Der Brunnen (OSM-ID: 2151439448) steht vor dem Eckhaus zur Sedanstraße in der Baumreihe am Gehweg der Johanna-Stegen-Straße (Nordseite). Zum Stadtpark mit dem Teich (170 m entfernt) sinkt der Grundwasserabstand auf null. Der Brunnen steht auf einem Pflastermosaik, das von Formsteinen verlängert wird. Der Ablauf von Brunnenwasser gelangt über dieses Kleinpflaster zum Bordstein. Austritt und Schwengel liegen sich gegenüber und parallel zum Bordstein. Eine Befestigung für das Hinweisschild (Schellenband, grün lackiert wie der Schaft) ist am Brunnen vorhanden, ein „Kein Trinkwasser“-Schild allerdings nicht vorhanden. Der Brunnen ist im Eigentum des Landes Berlin. |
| Lankw    | 0125        | Kamenzer Damm ggü. 1b Lage Gemeindepark Lankwitz                                 | Rümmler                       | 20–30 m          | Der Brunnen steht 80 Meter von der Malteserstraße vor dem Sportplatz („Preußen-Sportanlage“, Kamenzer Damm 25) an der südlichen Straßenseite. Der Brunnen steht in der Baumflucht am Gehwegrand zwischen Formsteinen. Der Brunnen fördert Wasser, der Ablauf gelangt auf einen Kunststein mit ovaler Mulde zum Bordstein und die Straßenentwässerung. Der Ständer ist grün und der Schwengelaufsatz sowie der Austritt blau lackiert. Das Hinweisschild „Kein Trinkwasser“ ist vorhanden. Der Eintrag in der BA-Liste von 2004 lautet: „Kamenzer Damm (am Sportplatz), Senatsständer, angefahren, Frosthahn, Kolben defekt (fördert Wasser)“, vergleiche dazu auch Straßenbrunnen Nummer 48. Der Kamenzer Damm wurde hier als Verlängerung der Paul-Schneider-Straße (bis dahin Lutherstraße) zwischen Malteser Straße und Halbauer Weg (sowie ab Dittersbacher Weg bis Lankwitzer Brücke mit Fortsetzung des damals neu angelegten Anschlusses Lankwitzer Straße) in den 1970er Jahren ausgebaut. Der Brunnen ist im Eigentum des Landes Berlin. |
| Lifel    | 0126        | Holbeinstraße ggü. Potsdamer Straße 20 Lage Lichterfelde West                    | Rümmler                       | 15–20 m          | Der Brunnen steht an der Nordseite der Holbeinstraße, 20 Meter von der Ecke Potsdamer Straße, die nächste Parallelstraße ist die 130 Meter entfernte Drakestraße. In der Bezirksliste ist „Holbeinstraße 2/Potsdamer Straße“ eingetragen. Der Brunnen ist im Eigentum des Landes Berlin. |
| Stegl    | 0127        | Leydenallee ggü. 76 Lage Mittelstraße                                            | Rümmler                       | 10–15 m          | Der Brunnen steht, laut Liste aus dem Bezirksamt 2004 „Leydenallee ggü. Nr. 76“, an der Südseite der Leydenallee vor dem fünfgeschossigen Wohnhaus 75/75a. Der Straßenbrunnen steht 50 Meter zur Breiten Straße entfernt. Ein Pflastermosaik im Kleinpflaster umgibt den Ständerfuß im Randstreifen zwischen den Straßenbäumen. Der Austritt ist zum Bordstein gerichtet, der Ablauf gelangt auf das Pflaster und über den breiteren Bordstein. Auf der Schliephackeschen Austritteinheit aufgesetzt ist das Hinweisschild „Kein Trinkwasser“. Der Brunnen fördert kein Wasser. Der Brunnen ist im Eigentum des Landes Berlin. |
| Lifel    | 0128        | Stockweg/Lukas-Cranach-Straße 2 Lage Augustaplatz 900 Anwohner                   | Rümmler                       | 07–10 m          | Der Brunnen steht an der Nordseite Lukas-Cranach-Straße vor dem Eckgrundstück Haus 2, 15 Meter von der Krummen Straße. Der BA-Eintrag lautet „Stockweg/Lukas-Cranach-Straße 2“, zum Stockweg der gegenüber der Brunnenseite abgeht sind es 50 Meter. Der Brunnen fördert Wasser. Der Brunnen ist im Eigentum des Landes Berlin. |
| Stegl    | 0129        | Körnerstraße/Bergstraße Lage Bergstraße                                          | Rümmler                       | 10–15 m          | Der Brunnen (OSM-ID: 7836003107) steht an der westlichen Seite der Körnerstraße, 15 Meter nördlich der Kreuzung zur Bergstraße. Noch in den 2010er Jahren befand sich der Brunnen südlich dieser Kreuzung, etwa 40 Meter nördlich der Althoffstraße und 60 Meter südlich der Bergstraße. Dort zeugt nur Kleinpflaster statt einer Gehwegplatte mit einem Schachtdeckel vom ehemaligen Standort. Vermutlich wurde der Brunnen neu gebohrt und versetzt. Der Brunnen ist im Eigentum des Landes Berlin. |
| Lifel    | 0130        | Lippstädter Straße ggü. 5 Lage Lichterfelde Süd 1400 Anwohner                    | Rümmler                       | 20–30 m          | Der Brunnen steht am südöstlichen Gehweg in der Lippstädter Straße am Eckgrundstück Ostpreußendamm 106a/106b, 60 Meter in Richtung Ahlener Weg. Der Teltowkanal liegt 500 Meter nordwestlich. Der Brunnen fördert Wasser. Der Brunnen ist im Eigentum des Landes Berlin. |
| Lifel    | 0131        | Grabenstraße 5a Lage Oberhofer Platz 650 Anwohner                                | Rümmler                       | 10–15 m          | Der Brunnen (OSM-ID: 1005339849) steht 40 Meter südlich der Parallelstraße am westlichen Fahrbahnrand. Laut BA-Liste ist der Standort mit Grabenstraße ggü. 38a verzeichnet (Hauszeile Grabenstraße 38a–Parallelstraße 4b). Während die Ostseite um 1938 bebaut wurde, blieb das Grundstück 5 bis in die 1990er Jahre ujnbebaut. Der Standort des Brunnens befindet sich 40 Meter südlich der Parallelstraße auf dem westlichen Gehweg. Der Brunnen fördert Wasser. Der Brunnen ist im Eigentum des Landes Berlin. |
| Lankw    | 0132        | Friedrichrodaer Straße 21 Lage Lankwitz Süd                                      | Rümmler                       | 20–30 m          | Der Brunnen steht neben einer ovalen Muldenplatte neben den Kunststeingehwegplatten im Rasenstreifen (Pflastermosaik). Der Ständer ist grün und der Schwengelaufsatz sowie der Austritt blau lackiert. Das Hinweisschild „Kein Trinkwasser“ ist vorhanden. Der Brunnen fördert kein Wasser (Ventil defekt). Der Brunnen ist im Eigentum des Landes Berlin. |
| Stegl    | 0133        | Ahornstraße 20 Lage Schloßstraße 1400 Anwohner                                   | Rümmler                       | 10–15 m          | Die Nummer 41 (OSM-ID: 1154118629) ist auf dem Pumpenschwengel handschriftlich geschrieben. Der Brunnen ist mit „Kein Trinkwasser“ markiert. Er steht südwestlich vom ovalen Platz in der Mitte der Ahornstraße. Der Abfluss zur Straße erfolgt vom ovalen Muldenstein über Formsteine und Bordstein. Der Brunnen fördert Wasser. Der Brunnen ist im Eigentum des Landes Berlin. |
| Lifel    | 0134        | Margaretenstraße 9a Lage Botanischer Garten                                      | Rümmler                       | 10–15 m          | Der Brunnen steht südlich an der Margaretenstraße vor dem Grundstück 9 mit den 40 Meter in der Tiefe stehenden Häusern 9/9a. 180 Meter zur Drakestraße und nach Osten 260 Meter zum Tietzenweg. Der Brunnen fördert kein Wasser. Der Brunnen ist im Eigentum des Landes Berlin. |
| Lifel    | 0135        | Hildburghauser Straße 179 Lage Schütte-Lanz-Straße 500 Anwohner                  | Rümmler                       | 15–20 m          | Der Brunnen (OSM-ID: 1015524182) steht zwischen Hildburghauser Straße und Wendehammer Glauberstraße (Hildburghauser/Glaubertstraße). Die Plumpe befindet sich am Fuß- und Radweg im Grasrand an der Westseite. Der Brunnen fördert Wasser. |
| Stegl    | 0136        | Markelstraße 56 Lage Markelstraße                                                | Rümmler                       | 10–15 m          | Der Brunnen (OSM-ID: 3811246412) steht am südlichen Gehweg in der Baumreihe am Straßenrand. Der Brunnen fördert kein Wasser. Der Brunnen ist im Eigentum des Landes Berlin. |
| Lifel    | 0137        | Mürwiker Straße 18 Lage Schweizer Viertel                                        | Rümmler                       | 10–15 m          | Der Brunnen steht an der Südseite der Mürwiker Straße, 40 Meter zur Schottmüllerstraße und 80 Meter zur Elmshorner Straße. Der Standort liegt im Pflastermosaik im Rasenstreifen am Gehsteigrand. Für den Ablauf befindet sich unter dem Austritt eine Platte mit ovaler Mulde und oberhalb vom Austritt, der wie der Schwengel parallel zum Bordstein steht, ist das Hinweisschild „Kein Trinkwasser“ am Schellenband angeschraubt. Der Brunnen ist im Eigentum des Landes Berlin. |
| Lifel    | 0138        | Wienroder Pfad 7 Lage Oberhofer Platz 750 Anwohner                               | Rümmler                       | 15–20 m          | Der Wienroder Pfad ist in der Mitte (90 Meter zum Hasselfelder Weg, 100 Meter zu Am Pfuhl) im Straßenverlauf versetzt, an dieser Erweiterung steht der Brunnen am Nordrand. Der Brunnen fördert Wasser. Der Brunnen ist im Eigentum des Landes Berlin. |
| Lifel    | 0139        | Am Karpfenpfuhl ggü. 2b Lage Schweizer Viertel 350 Anwohner                      | Rümmler                       | 10–15 m          | Der Brunnen steht an der Straßennordseite zwischen dem Siedlungshaus Nummer 3 und der Parkplatzzufahrt für 1b–1e. Neben letzterer führt der befestigte Fußweg zur Finckensteinallee, 60 Meter weiter biegt die Straße Am Karpfenpfuhl nach Süden. Im Gehwegrand mit Kleinpflaster steht der Brunnen mit dem Fußflansch auf dem Sockelrohr und daneben die Platte mit einer ovalen Mulde für den Ablauf. „Kein Trinkwasser“-Schild ist oberhalb vom Austritt vorhanden. Der Brunnen fördert Wasser. Der Brunnen ist im Eigentum des Landes Berlin. |
| Stegl    | 0140        | Goebenstraße/Gravelottestraße Lage Stadtpark 800 Anwohner                        | Rümmler                       | 04–7 m           | Der Brunnen steht in der Goebenstraße (Südseite) an der Ecke zur Gravelottestraße (Fußgängerzone). Südlich vom Brunnen liegt der Teil des Stadtparks Steglitz um den Goebenteich (80 Meter zum Teichufer). Auf unbefestigten Parkland am Straßenrand steht der Brunnen von Gehwegplatten umgeben. Für den Ablauf liegt eine Platte mit ovaler Mulde unter dem Austritt, der „Kein-Trinkwasser“-Hinweis ist angebracht. Der Brunnen fördert Wasser. Der Brunnen ist im Eigentum des Landes Berlin. |
| Lifel    | 0141        | Weddigenweg 48 Lage Lichterfelde West 800 Anwohner                               | Rümmler                       | 20–30 m          | Der Brunnen (OSM-ID: 1166456062) steht im südlichen Baumstreifen zwischen der Kommandanten- und Baseler Straße. Die Plumpe befindet sich im Parkbereich am Straßenrand und besitzt eine Auffangplatte mit ovaler Mulde parallel zur Fahrbahn. Der Brunnen fördert Wasser. Der Brunnen ist im Eigentum des Landes Berlin. |
| Lifel    | 0142        | Sondershauser Straße (#111) Lage Schütte-Lanz-Straße 350 Anwohner                | Rümmler                       | 20–30 m          | Der Brunnen steht an der Ostseite der Straße 40 Meter nördlich vom Lechtaler Weg. Der Standort befindet sich zwischen Siedlungshaus 113 und 109 in dem grünen Streifen mit Spielplätzen zwischen Hildburghauser Straße und Karpfenteich, eine bereits in den 1920er Jahren geplante Freifläche für den Grabenlauf. Der Brunnen fördert Wasser. Der Brunnen ist im Eigentum des Landes Berlin. |
| Lifel    | 0143        | Augustastraße ggü. 20a Lage Augustaplatz 850 Anwohner                            | Krause                        | 15–20 m          | Der Brunnen (OSM-ID: 1192791870) steht am Ostrand des Platzes auf der Mittelinsel zwischen Augusta- und Ringstraße. Der Krausebrunnen hat eine Charlottenburger Platte mit Ablauf über das Kleinpflaster. Der Brunnen ist im Eigentum des Landes Berlin. |
| Lifel    | 0144        | Darser Straße 2 / Goerzallee Lage Schweizer Viertel                              | Rümmler                       | 20–30 m          | Der Brunnen steht an der Ostseite der Darser Straße und 20 Meter von der Goerzallee entfernt. Der Schwengel liegt in Gehwegrichtung, der Austritt zur Straße. Für den Ablauf liegt eine trogförmige Platte (Trogmulde) mit erhöhtem Rand und Abfluss zum Bordstein. Darüber befindet sich das Schild „Kein Trinkwasser“. Der Brunnen fördert kein Wasser. Der Brunnen ist im Eigentum des Landes Berlin. |
| Lankw    | 0145        | Calandrellistraße 53 / Brucknerstraße 23 Lage Komponistenviertel Lankwitz        | Rümmler                       | 10–15 m          | Der Brunnen steht mit einer Rechteckmulde im Kleinpflaster. Der Ständer ist grün und der Schwengelaufsatz sowie der Austritt blau lackiert. Das Hinweisschild „Kein Trinkwasser“ ist vorhanden. Der Standort an der Südseite der Calandrellistraße ist 20 Metr zur Brucknerstraßenecke entfernt. |
| Lifel    | 0146        | Walter-Linse-Straße 14 Lage Augustaplatz                                         | Rümmler                       | 15–20 m          | Der Brunnen steht 80 Meter zur Drakestraße an der Nordseite der Walter-Linse-Straße. Der Standort befindet sich vor der Sporthalle und Sportplatz im Bereich zur Max-von-Laue-Schule (Dürerstraße 27). Der Brunnen ist im Eigentum des Landes Berlin. |
| Zehld    | 001         | Teltower Damm 12/Dorfaue Lage Zehlendorf Mitte                                   | <o/Kopfteil>                  | 04–7 m           | Der Zehlendorfer Brunnen N°1 steht auf der Dorfaue. Die Dorfaue liegt im Winkel Potsdamer Straße / Teltower Damm / Kirchstraße. An der Kirchstraße findet sich die Pauluskirche, nach Südwesten das Rathaus Zehlendorf. Der Brunnen wurde 2004 als „muss neu gesetzt werden“ gekennzeichnet, bei der Straßenbefahrung 2014 wurde er an der Westseite der Dorfaue (Nebenfahrbahn) aufgenommen. Nach Süden zur Kirchstraße sind es 50 Meter, vom westlichen Straßenlauf (Teltower Damm) etwa 20 Meter. Es steht nur noch der Ständer, der für den Schwengel nötige Kopfteil fehlt vollständig. Zwischen den drei Verschraubungen befindet sich nur die Grundplatte mit dem Loch für den Schwengelbolzen, der Eingriff der Schwengelgabel in die Kolbenstange steckt festgerostet in dieser. Der Austritt ist mit einem Ring am Zylinder angebracht, am Bogen allerdings durchgerostet. Der Ablauf gelangte auf den Rasenboden in einer Pflasterumrandung und es gibt eine Ableitungsrinne. Der gesamte Brunnenfuß steht im Pflastermosaik. Der hier in der Grünfläche aufgestellte Brunnen im Zehlendorfer Zentrum (Zd001) ist komplett nicht mehr einsatzfähig, jedoch ist eine Überbohrung im Investikotionsplan 2020 aufgenommen um einen Wiedereinsatz zu erreichen. Der Brunnen ist im Eigentum des Landes Berlin.                                    |
| Zehld    | 002         | Im Gestell Lage Fischtal                                                         | Säule mit Königskappe         | 10–15 m          | Der Brunnen (OSM-ID: 4973886434) steht an der Westseite von „Im Gestell“ südlich der Häuserzeile neben Riemeisterstraße 113. Der zylindrische Ständer besitzt einen blaulackierten Aufsatz zum Anschluss des Schwengels an den Hubkolben. Der Standort befindet sich 250 Meter vom U-Bahnhof Onkel-Toms-Hütte. Der Schacht zum Sockelrohr ist mit zwei halben Eisenplatten abgedeckt, die im Rasenstreifen zwischen Gehweg und Bordstein liegen. Der Austritt steckt in einem am Ständer angeschweißten Rohr und am anderen Ende ist den Bogen mit dem Eimerhaken. Der Ablauf fällt auf eine Bodenfläche zwischen dem Rasen. Das Hinweisschild „Kein Trinkwasser“ ist vorhanden. Der Brunnen fördert nach einigen Hüben Wasser. Die Kappe am Kopf endet in einer pfeilartigen Spitze. Der Brunnen ist im Eigentum des Landes Berlin. |
| Dahle    | 003         | Habelschwerdter Allee 33 Lage Thielallee 800 Anwohner                            | Allweiler                     | 10–15 m          | Der Brunnen (OSM-ID: 715203778) steht an der Ostecke mit der Schwendenerstraße. Unweit zum Thielpark hin befindet sich 130 Meter entfernt der Triestparkteich. Der Zylinder mit dem fixierten blau lackiertem Austrittsrohr ist unten auf einem gewölbten Fußteil aufgeschraubt, der mit vier Schrauben am Sockelrohr sitzt. Angemerkt sei die runde abdeckende Platte aus zwei Teilen. Ebenso ist der obere Aufsatz für den Schwengel blau lackiert und von etwas erweiterter Form, der Dreieckansatz für die Schwengelachse ist angeschweißt. Eine Schraube ist der Drehbolzen. Der Schwengel selbst von der häufigen Form mit beschwerender Kugel am Handgriff. Der Brunnen fördert Wasser. Der Brunnen ist im Eigentum des Landes Berlin. |
| Zehld    | 004         | Mörchinger Straße ggü. 55 (Colmarer Weg) Lage Zehlendorf Mitte                   | Rümmler                       | 10–15 m          | Der Standort ist mit Mörchinger Straße 60–72 (Kehre) vermerkt. Der Brunnen steht 20 Meter von der Mörchinger Straße an der Ostseite des Colmarer Wegs, gegenüber vom Eckhaus Mörchinger Straße 55 bzw. vor dem zurückgesetzten dreigeschossigen Wohnblock Mörchinger Straße 53 (Hausnummer 53–53d,–53n) an der Ecke zum Brunnen. Mittlerweile hatte sich 2020 ein Vogel sein Nest am Brunnenständer eingerichtet, was offensichtlich für die geringe Benutzung durch die Anwohner spricht. Der Brunnen ist im Eigentum des Landes Berlin. |
| Schla    | 005         | Dubrowplatz ggü. 8 Lage Krumme Lanke 850 Anwohner                                | Rümmler                       | 15–20 m          | Der Brunnen (OSM-ID: 4225447189) steht am Nordrand des Dubrowplatzes in der Baumreihe an dessen Gehweg. Der Brunnen fördert Wasser. Der Brunnen ist im Eigentum des Landes Berlin. |
| Zehld    | 006         | Machnower Straße ggü. 21 Lage Teltower Damm 850 Anwohner                         | Säule mit Königskappe         | 15–20 m          | Der Brunnen steht neben der Baumscheibe an der Ostseite der Mittelinsel, Mündung Schönower Straße auf die Machnower Straße. Da die Ortsteilgrenze an der Bauflucht der Machnower Straße entlangführt, gehört der Brunnenstandort (auf der Mündungsinsel) ebenso wie Südseite und Straßenlauf der Schönower Straße zu Zehlendorf. Das Eckwohnhaus Machnower Straße 21 wie deren Straßenlauf und die Gebäude der Westseite (2–10 …) gehören zum Ortsteil Wannsee. Der LOR-Planungsraum wechselt hier zwischen „Teltower Damm“ und „Zehlendorf Mitte“, so ist die Einordnung nicht genau definiert. Ein „Kein Trinkwasser“-Schild ist am Ständer angebracht, der Brunnen fördert Wasser. Für den Ablauf besteht keine Platte, er fließt über das Kleinpflaster. Der Brunnen fördert Wasser. Der Brunnen ist im Eigentum des Landes Berlin. |
| Zehld    | 007         | Brettnacher Straße / Bolchener Straße Lage Zehlendorf Mitte 1050 Anwohner        | Rümmler                       | 07–10 m          | Der Brunnen steht in der Brettnacher Straße an der Westseite vor dem Spielplatz und ist 25 Meter von der Bolchener Straße nach Süden. Über die Brettnacher Straße hinweg liegt eine Rasenfläche vor der Hans-Rosenthal-Freizeitstätte. Zum S-Bahnhof Sundgauer Straße sind es 350 Meter. Der Brunnen fördert Wasser. |
| Zehld    | 008         | Am Fischtal ggü. 59 Lage Fischtal 650 Anwohner                                   | Säule mit Königskappe         | 15–20 m          | Der Brunnen steht vor dem Eckgrundstück Am Fischtal mit dem zurückgesetzten Wohnblock 56a/58/60. Der Standort an der Südseite von Am Fischtal zwischen der ersten und zweiten Baumscheibe mit Baumbügeln befindet sich 25 Meter zur Riemeisterstraße. Der Fischtalpark liegt vom Brunnen 70 Meter nach Süden, zum Ufer des Fischtalteichs sind es 200 Meter. Am Fuß ist der Ständer mit einem geteilten Flansch auf der Abdeckplatte befestigt und dem Sockelrohr verbunden. Das Hinweisschild „Kein Trinkwasser“ ist vorhanden. Um den Brunnen sind Pflastersteine im Rasen des Gehwegrandstreifen eingebracht. Der Ablauf gelangt auf die Rasenfläche, letztlich über den Bordstein. Der blaulackierte Austritt ist mit einem Blech am Ständer verschweißt. Am Schwengelteil ist eine Kappe mit Zapfen als obere Zierde aufgesetzt. Der Brunnen fördert Wasser. Der Brunnen ist im Eigentum des Landes Berlin. |
| Zehld    | 009         | Teschener Weg/Argentinische Allee Lage Krumme Lanke 1200 Anwohner                | Säule mit Königskappe         | 15–20 m          | Der Brunnen steht 15 Meter von der Argentinischen Allee am Ostrand des Teschener Wegs. Gegenüber umgeben die Wohnhäuser den Selmaplatz (Selmaplatz 1–5 parallel zum Teschener Weg, rechtwinklig dazu Argentinische Allee 23–19). Die gesamte Siedlung (SS-Kameradschaftsiedlung) wurde um 1938 auf vorherigem Waldgelände erbaut. Die Teschener Straße war die zentrale Straße (damals Julius-Schreck-Straße), die Schließung der Wohnhauszeile (zwischen 21 und 19) und Überbauung der Teschener Straße (Nummer 5 und 6) erfolgte erst in den 1990er Jahren. Der Brunnen fördert Wasser. Der Brunnen ist im Eigentum des Landes Berlin. |
| Nikol    | 010         | Im Mittelbusch ggü. 3–5 Lage Nikolassee 800 Anwohner                             | Säule mit Königskappe         | 20–30 m          | Der Brunnen steht nördlich vom Straßenlauf am Rande der Büsche, 20 Meter entfernt von der Von-Luck-Straße. Auf der grünen Säule sitzt der blaue Schwengelaufsatz mit Schwengelbolzen und darinnen die Schwengelgabel, die in die Pleuelstange eingreift. Die Könisgkappe hat nicht die meistens gesetzte Spitze, sondern trägt einen (Pinien-)Zapfen als Abschluss. Der blau lackierte Austritt steht in Richtung zur Straße. Der Brunnen fördert Wasser. Der Brunnen ist im Eigentum des Landes Berlin. |
| Zehld    | 011         | Laehr'scher Jagdweg 15 Lage Teltower Damm 650 Anwohner                           | Rümmler                       | 07–10 m          | Der Brunnen (OSM-ID: 960599689) steht an der östlichen Fahrbahn auf dem Gehweg am Grünstreifen der zurückgesetzten Wohnzeile (Laehr'scher Jagdweg 17/19). Der Brunnen fördert Wasser. Der Brunnen ist im Eigentum des Landes Berlin. |
| Nikol    | 012         | Am Schlachtensee 146 Lage Nikolassee 500 Anwohner                                | Rümmler                       | 10–15 m          | Der Brunnen (OSM-ID: 1210672933) steht nahe am Südufer des Schlachtensees, 30 Meter vom Bogen der Spanischen Allee entfernt. Der Brunnen steht auf dem Randstreifen des Gehwegs neben dem Radweg. Der Wasserüberlauf gelangt in eine napfartige Mulde, die über die Pflasterfläche der Aufstellung zum Straßenrand offen ist. Der Brunnen fördert Wasser. Der Brunnen ist im Eigentum des Landes Berlin. |
| Zehld    | 013         | Beerenstraße 57 Lage Fischerhüttenstraße 650 Anwohner                            | Krause                        | 04–7 m           | Der Straßenbrunnen hat keine erkennbare Nummer, die Säule wurde völlig neu lackiert. Der Standort befindet sich an der Nordseite der Straße und liegt 60 Meter östlich vom S-Bahnhof Mexikoplatz. Der Abfluss vom Brunnen gelangt in einen Tränkstein mit ovaler Mulde und Rinne zum Straßengerinne. Der Brunnen fördert Wasser. Der Brunnen ist im Eigentum des Landes Berlin. |
| Zehld    | 014         | Schützallee 135 Lage Zehlendorf Eiche 950 Anwohner                               | Säule (Wolf-Eigenbau)         | 15–20 m          | Der Brunnen steht an dem grünen Dreieck, das von der Schützallee mit der Berliner Straße gebildet wird. Der Standort am südlichen Gehsteig befindet sich 30 Meter von der Berliner Straße. Letztere mündet 100 Meter westlich der Kreuzung von Thielallee / Dahlemer Weg und Berliner Straße/Unter den Eichen. Auf einem Pflastermosaik zwischen erstem und zweitem Straßenbaum befindet sich der Brunnen im Rasenstreifen zwischen Gehsteig und Radweg. Der Brunnen fördert Wasser. Der Brunnen ist im Eigentum des Landes Berlin. |
| Zehld    | 015         | Vesterzeile ggü. 1 Lage Teltower Damm 850 Anwohner                               | Königsständer                 | 07–10 m          | Die Westseite der Vesterzeile ist ein Grünstreifen mit Birken. Der Brunnen steht in diesem Rasen in einem Pflastermosaik, wobei ein Pflasterrinne für den Ablauf bis zum Schnittgerinne führt. Am blau-grünen Brunnen befindet sich das „Kein Trinkwasser“-Schild oberhalb vom Austritt, der Schwengel ist nach rechts gerichtet, parallel zum Bordstein. Der Standort ist zehn Meter zur gegenüber mündenden Rendtorffstraße vom Teltower Damm her versetzt. Der weiterer Verlauf der Rendtorffstraße nach Westen beginnt 40 Meter nördlich. Die Ladiusstraße mündet 30 Meter südlich. Der Brunnen fördert kein trinkfähiges Wasser, er ist als mikrobiell und chemisch verunreinigt aufgenommen. Der Brunnen fördert Wasser. Der Brunnen ist im Eigentum des Landes Berlin. |
| Zehld    | 016         | Dallwitzstraße ggü. 39 Lage Berlepschstraße 1050 Anwohner                        | Säule mit Königskappe         | 07–10 m          | Der Brunnen steht vor Grundstück 34 auf den nördlichen Gehsteig der Dallwitzstraße 10 Meter zur Straßenecke Thürstraße. Der grün-blaue Brunnen trägt eine Kappe mit Spitze. Der Brunnen fördert Wasser. Der Brunnen ist im Eigentum des Landes Berlin. |
| Zehld    | 017         | Eschershauser Weg 17*19 Lage Fischtal 1250 Anwohner                              | Säule mit Königskappe         | 15–20 m          | Der Brunnen steht an der Südseite der Straße zwischen den quer stehenden Wohnblöcken 17–17c und 19–19c, die sich noch in weiteren Häuserblöcken bis 17l bzw. 19l nummeriert hinter die Häuserfront an der Argentinischen Allee fortsetzen. Der Brunnen steht auf einem Pflasterbereich zwischen dem Gehwegrand, der auch als Parkfläche für PKW genutzt wird. Das Hinweisschild „Kein Trinkwasser“ ist vorhanden. Wohl wegen der mikrobiologischen Belastung des geförderten Wassers ist der Schwengel am Ständer festgemacht und der Brunnen gegen Benutzung abgesichert. Der obere Zierdeckel ist halbkugelig mit einem Knuppel. Der Brunnen fördert Wasser. Der Brunnen ist im Eigentum des Landes Berlin. |
| Zehld    | 018         | Seehofstraße ggü. 14 Lage Zehlendorf Mitte                                       | Rümmler                       | 07–10 m          | Der Brunnen (OSM-ID: 938561748) steht von der Straße gesehen hinter der Baumreihe. Der Standort an der Westseite der Seehofstraße befindet sich am Eckgrundstück Hampsteadtraße 63, zur Straßenkreuzung sind es vom Brunnen aus 25 Meter. Die Wasserförderung ist gestört, zudem ist der Brunnen als „Kein Trinkwasser“ eingetragen. Der Brunnen ist im Eigentum des Landes Berlin. |
| Zehld    | 019         | Hochsitzweg ggü. 161–163 Lage Fischtal                                           | Rümmler                       | 15–20 m          | Der Brunnen steht an der Nordseite von Hochsitzweg zwischen Am Fuchspaß (40 Meter) und Am Wieselbau (30 Meter). Der Standort befindet sich vor dem Grundstück Am Wieselbau 2. Der Brunnen steht im Pflastermosaik des gepflasterten Randstreifens am Gehsteig. Für den Ablauf befindet sich am Brunnen eine Kunststeinplatte. Während der Ständerkörper grün, ist Austrittseinheit und der gegenüberstehtende Schwengel blau lackiert. Das Hinweisschild „Kein Trinkwasser“ ist vorhanden. Auffallend der kleine Schachtdeckel drei Pflasterbreiten neben dem Fuß des Ständers. Der Brunnen ist im Eigentum des Landes Berlin. |
| Zehld    | 020         | Sven-Hedin-Straße ggü. 60–62 Lage Fischerhüttenstraße 1150 Anwohner              | Säule mit Königskappe         | 15–20 m          | Der Brunnen steht gegenüber vom Durchgang unter Haus 60/62 zur Fischerhüttenstraße. Der Standort zwischen Radweg und Bordstein (nördlicher Gehsteig) liegt dabei an der Stirnseite des Wohnblocks 63 / Poßweg 11. Zum Hartmannsweilerweg sind es 80 Meter. Der Brunnen fördert Wasser. Der Brunnen ist im Eigentum des Landes Berlin. |
| Zehld    | 021         | Clayallee 307 Lage Zehlendorf Eiche 1050 Anwohner                                | Wolf-Eigenbau                 | 15–20 m          | Der Brunnen steht an der Westseite der Clayallee zwischen Bordstein und Radweg auf dem Gehsteig. Zur Riemeisterstraße sind es 110 Meter. Der Brunnenständer besteht aus einem dickeren Rohr in Grün mit einem angeschweißten Austrittsrohr, dessen Krümmung (eckig) gebogen ist. Der Schwengelaufsatz mit der Schwengelgabel darin ist auf dem Ständer fixiert, abgeschlossen mit einer einfachen gewölbten Kappe, die verschraubt wurde. Der Brunnen fördert Wasser. Der Brunnen ist im Eigentum des Landes Berlin. |
| Schla    | 022         | Wasgenstraße 50 Lage Nikolassee 1000 Anwohner                                    | Rümmler                       | 20–30 m          | Der Brunnen (OSM-ID: 4225437589) steht Tewsstraße ggü. Wasgenstraße. Der Brunnen fördert Wasser. Der Brunnen ist im Eigentum des Landes Berlin. |
| Zehld    | 023         | Camphausenstraße ggü. 19 Lage Teltower Damm                                      | Rümmler                       | 04–7 m           | Der Brunnen steht an der Westseite der Camphausenstraße (Rückseite von Grundstück Machnower Straße 43c und eigentlich gegenüber vom Eckgrundstück mit dem Wohnhaus Karolinenstraße 11). Der Standort befindet sich so 20 Meter gegenüber der Mündung von Karolinenstraße, 70 Meter von der Mündung der Camphausen- auf die Machnower Straße. Nach Süden befindet sich an der Gimpelstraße das Zehlendorfer Krankenhaus der Zentralklinik Emil von Behring (Walterhöferstraße 11). Der Brunnen fördert kein Wasser, Kolbenkegel und Ventil müssen ersetzt werden und der Ständer repariert. Der Brunnen ist im Eigentum des Landes Berlin. |
| Nikol    | 024         | Prinz-Friedrich-Leopold-Straße 10*12 Lage Nikolassee                             | Rümmler                       | 20–30 m          | Der Brunnen stand noch 2008 vor der Grundstücksgrenze zwischen 10 und 12 der Prinz-Friedrich-Leopold-Straße mit zweigeschossigen Siedlungshäusern auf dem östlichen Gehsteig. Auf dem Grünstreifen zwischen den benachbarten Straßenbäumen befand sich ein Pflastermosaik für den Brunnenständer. Die Säule war grün und Schwengel und Austritt parallel zum Bordstein blau lackiert. Der „Kein-Trinkwasser“-Hinweis war vorhanden. Bei der Straßenbefahrung 2014 wurde der Brunnenstandort nicht markiert. Der Brunnen fördert kein Wasser. Der Brunnen ist im Eigentum des Landes Berlin. |
| Dahle    | 025         | Rohlfsstraße 13 Lage Dahlem                                                      | Rümmler                       | 10–15 m          | Der Brunnen (OSM-ID: 2672518818) steht Rolfstraße/Am Erlenbusch. |
| Zehld    | 026         | Hampsteadtstraße (#11)/Jänickestraße Lage Zehlendorf Mitte                       | Säule mit Königskappe         | 07–10 m          | Der Brunnen steht am nördlichen Gehsteig der Hampsteadtstraße gegenüber der Mündung der Jänickestraße. Nach Osten sind es 80 Meter zur Killstedter und 150 Meter zur Sundgauer Straße. Der Brunnen fördert wegen defektem Ventil kein Wasser. Der Brunnen ist im Eigentum des Landes Berlin. |
| Dahle    | 027         | Bitterstraße ggü. 12a Lage Dahlem 200 Anwohner                                   | Rümmler                       | 15–20 m          | An der Kreuzung Bitter-/ Musäusstraße liegt der Thielpark (135 Meter zum Thielparkteich) nach Südwesten zu. Der Brunnen steht an der nördlichen Straßenecke (Grundstück Musäusstraße 2) auf dem breiten Gehsteig (statt zweiter Fahrbahn) an der Bitterstraße, 10 Meter von der Musäusstraße. Der Brunnen fördert Wasser. Der Brunnen ist im Eigentum des Landes Berlin. |
| Dahle    | 028         | Im Dol neben 61 Lage Dahlem 400 Anwohner                                         | Säule mit Königskappe         | 15–20 m          | Der Brunnen (OSM-ID: 981171680) steht südlich zurückgesetzt von Im Dol an der Grünfläche zwischen Vogelsang und Am Hirschsprung. Der Brunnen fördert Wasser. Der Brunnen ist im Eigentum des Landes Berlin. |
| Zehld    | 029         | Windsteiner Weg 23–45 Lage Zehlendorf Süd                                        | <Rümmler>                     | 07–10 m          | Der Brunnen stand bis in die 2010er Jahre an der südlichen Seite des Windsteiner Wegs, der hier einen grünen Platz südlich durch die Wohnzeile 23–45 und nördlich vom Straßenlauf durch 20–42 bildet. Der Ständer wurde abgebaut und der Brunnen gezogen. Verblieben sind Reste des Pflastermosaiks und Asphaltaufguss als Abdeckung. Der Brunnen wurde stillgelegt, gezogen und eingelagert. Eine Überbohrung für diesen Standort ist vorgesehen. Der Brunnen ist im Eigentum des Landes Berlin. |
| Wanns    | 030         | Sauerbruchstraße neben 1 Lage Wannsee                                            | Rümmler                       | 10–15 m          | Der Brunnen steht gegenüber vom Wohnhaus Sauerbruchstraße 2 an der südlichen Straßenseite. Zur Hugo-Vogel-Straße sind es 25 Meter, das Eckgrundstück ist als Nummer 9 adressiert mit einem dreigeschossigen Wohnhaus, an der anderen Straßenecke Nummer 11 steht ein um 1970 erbautes Siedlungshaus. Der Brunnen ist im Eigentum des Landes Berlin. |
| Wanns    | 031         | Chausseestraße ggü. 15*15a Lage Wannsee                                          | Rümmler                       | 10–15 m          | Der Brunnen (OSM-ID: 938561752) steht an der Straßenostseite vor den Parkplätzen zum Sportplatz Wannsee gegenüber von Mutter Fourage. Das Wasser von Brunnen Zd031 ist durch chemische und mikrobiologische Verunreinigungen nicht nutzbar, zudem sind Pumpenständer und Bolzen defekt. Der Brunnen ist im Eigentum des Landes Berlin. |
| Zehld    | 032         | Hohenzollernstraße ggü. 31 Lage Zehlendorf Mitte                                 | <Beobachtungsbrunnen>         | 10–15 m          | Nach der Standortangabe in der BA-Liste von 2004 stand der 2003 noch vorhandene Eigenbau-Brunnen (Frosthahn defekt) auf der Mittelinsel zwischen den beiden Straßenästen der Hohenzollernstraße auf die Düppelstraße. Sowohl bei Befahrung 2008 als auch 2014 ist ein Brunnenstandort nicht mehr markiert. Der (vermutliche) Standort 60 Meter südlich von der Königstraße lag am östlichen Zipfel der Dreiecksinsel und wurde durch einen Zugang zu einer Grundwassermessstelle (Beobachtungsbrunnen der Umweltverwaltung) ersetzt. Vergleiche dazu die Abbildung vom Juli 2008, auf der Karte der Straßenbefahrung 2014 als „Pfosten“ markiert. Die Pumpenanlage wurde ausgebaut und der Straßenbrunnen ausgebaut und eingelagert, um die Bohrung für die Grundwasserbeobachtung zu nutzen. Um das Netz der Notwasserzapfstellen zu erhalten ist jedoch im 2020er Plan die Wiederherstellung des Straßenbrunnens als Überbohrung oder Neubohrung in der Nähe vorgesehen. Der Brunnen ist im Eigentum des Landes Berlin. |
| Wanns    | 033         | Königsweg ggü. 318*320 Lage Wannsee 250 Anwohner                                 | Säule mit Königskappe         | 15–20 m          | Der Brunnen steht in Kohlhasenbrück direkt an der Landesgrenze (Potsdam Süd-Ost)auf einem Pflastermosaik des südlichen Grünstreifen an dem Waldstück an Brandenburger Seite, wo einst die Berliner Mauer stand. Der Königsweg geht westlich in die Bernhard-Beyer-Straße über die nach Steinstücken führt. Die Königskappe trägt an diesem Brunnen keine „Deko“spitze, sondern ist mit einer Platte abgedeckt. Der Brunnen steht im Altlaub, aber er fördert Wasser. Der Brunnen fördert Wasser. Der Brunnen ist im Eigentum des Landes Berlin. |
| Zehld    | 034         | Windsteiner Weg ggü. 7 Lage Zehlendorf Süd                                       | Säule mit Königskappe         | 07–10 m          | Der Brunnen steht zwischen der nördlichen Parkfläche und dem Gehweg neben der großen Baumscheibe an der Nordseite vom Windsteiner Weg. Zur Kreuzung Ramsteinweg sind es 20 Meter. Er steht in einem Pflastermosaik ohne gesonderte Einrichtung für den Ablauf. Der Brunnen hat kein Hinweisschild „Kein Trinkwasser“. Der Brunnen ist im Eigentum des Landes Berlin. |
| Schla    | 035         | Matterhornstraße 8 / Palmzeile Lage Nikolassee 1000 Anwohner                     | Säule mit Königskappe         | 20–30 m          | Der Brunnen (OSM-ID: 1191080073) steht an der Südostecke des Günter-Pfitzmann-Platzes am Rand zur Wasgenstraße/Palmzeile. Der Brunnen fördert Wasser. Der Brunnen ist im Eigentum des Landes Berlin. |
| Wanns    | 036         | Bernhard-Beyer-Straße 9 Lage Wannsee                                             | Rümmler                       | 10–15 m          | Der Brunnen steht in der Ortslage Steinstücken, 20 Meter vor der Landesgrenze, die hier bis 1990 durch die Berliner Mauer markiert war. Der Standort des Brunnens an der Westseite liegt 150 Meter vom Straßenbogen am Johannes-Niemeyer-Weg. Der Fußflansch des Ständers ist im Rasen mit Pflastersteinen umgeben. Eine „Kein Trinkwasser“-Markierung existiert nicht. Der Zugang zum Brunnenkopf am Sockelrohr ist mit einem W-Deckel angesetzt. Der Brunnen ist im Eigentum des Landes Berlin. |
| Zehld    | 037         | Ramsteinweg 34 Lage Zehlendorf Süd 1250 Anwohner                                 | Säule mit Königskappe         | 07–10 m          | Der Brunnen steht vor dem Grundstück 34 unmittelbar gegenüber von der Mündung des Hocksteinwegs. 75 Meter östlich steht die Kirche Schönow (Andréezeile 21/23). Der Ständer wurde am Auftritt schon repariert. Für den Ablauf liegt eine Charlottenburger Platte im Kleinpflaster. Der Brunnen hat ein Hinweisschild „Kein Trinkwasser“. Die Verzierung an der Königskappe ist eine kegelige Dekoform. Der Brunnen fördert Wasser. Der Brunnen ist im Eigentum des Landes Berlin. |
| Zehld    | 038         | Michendorfer Straße 16 Lage Berlepschstraße 1500 Anwohner                        | Säule mit Königskappe         | 07–10 m          | Der Brunnen steht neben dem Wohnhaus 16 an der Michendorfer Straße an der östlichen Straßenseite. Im Bereich des Straßenbrunnens kreuzt der Parkweg des Grünstreifens (Promenade Düppel) durch die Ortslage Düppel. Vom Standort 100 Meter nach Süden liegt die Neuruppiner Straße hinter deren südlichen Grundstücke die Landesgrenze zu Brandenburg, Gemeinde Kleinmachnow, liegt. Der Brunnen fördert Wasser. Der Brunnen ist im Eigentum des Landes Berlin. |
| Wanns    | 039         | Ulricistraße / Sommerfieldring ggü. 29a Lage Wannsee                             | Säule mit Königskappe         | 15–20 m          | Der Brunnen steht nördlich vom Friedhof Wannsee an der Südseite der Ulricistraße. Der Standort liegt am Sommerfieldring, der hier abbiegt und einerseits die Ulricistraße verlängert, andererseits nach Norden führt. Das dem Brunnen gegenüber liegende (geteilte) Eckgrundstück ist mit dem Siedlungshaus 29a adressiert ist. Der Brunnen ist im Eigentum des Landes Berlin. |
| Wanns    | 040         | Lange Stücken ggü. 2 Lage Wannsee                                                | Säule mit Königskappe         | 10–15 m          | Der Brunnen steht nordwestlichen Gehsteig von Lange Stücken am Straßenbogen der zur Wendekehre führt. An dieser endet der Fahrweg und geht als Gehweg zur Königstraße weiter. Nach Westen kreuzt die Otto-Erich-Straße 80 Meter entfernt. Der Brunnen ist im Eigentum des Landes Berlin. |
| Zehld    | 041         | Ludwigsfelder Straße 28/Idsteiner Straße Lage Berlepschstraße 300 Anwohner       | Säule mit Königskappe         | 04–7 m           | Die Idsteiner Straße wird nach Süden ab Berlepschstraße als Rad- und Gehweg weitergeführt. Die Bebauung am Weg gehört zum Ernst-Lemmer-Ring. Der Brunnen steht am südlichen Ende der Idsteiner Straße. Der Standort befindet sich an der Rückseite von Ernst-Lemmer-Ring 117 (dazu auch Ludwigsfelder Straße 28) auf dem Grünstreifen der den Radweg Idsteiner Straße begleitet. Durch die Bebauung am Ernst-Lemmer-Ring unterblieb die Bebauung des Idsteiner Wegs. Der Fußweg Idsteiner Straße liegt 100 Meter vom Buschgraben an der Nordseite Ludwigsfelder Straße Im Winkel zwischen Idsteiner und Ludwigsfelder Straße sowie Buschgraben ist das beräumte Grundstück des Gebäudes der Rumänisch-Orthodoxen Gemeinde „Am Buschgraben St. Georgios“. Der Brunnen ist mit Königskappe angegeben, der Abschluss ist eine flachkugelige Kappe mit „Knuppel“. Ein „Kein Trinkwasser“-Schild ist am Ständer vorhanden, der Brunnen fördert Wasser. Zugänglich ist er durch einen Weg zum Kellereingang an der Hinterseite des benachbarten Wohnhauses. Der Ablauf gelangt in eine Schicht Altlaub, die den Sockel umgibt. Der Brunnen fördert Wasser. Der Brunnen ist im Eigentum des Landes Berlin. |
| Wanns    | 042         | Teltower Straße ggü. 24 Lage Wannsee                                             | Säule mit Königskappe         | 15–20 m          | Der Brunnen steht in der Ortslage Steinstücken. Der Standort befindet sich an der östlichen Seite der Teltower Straße an der Ecke des Grundstücks 25. Unweit liegt die Straße Am Landeplatz. Zur südlichen Wendekehr sind es 50 Meter. Zur Landesgrenze sind es westlich hinter den Grundstücken 60 Meter zur Rote-Kreuz-Straße und nach Süden 100 Meter zur Steinstraße in Potsdam. Angemerkt sei, dass der Spielplatz sich auf dem Landeplatz für US-Hubschrauber liegt. Diese versorgten die von der Berliner Mauer eingeschlossene Ortslage ab 1961 bis 1976 eine Straßenverbindung von West-Berlin eingerichtet wurde. Der Straßenbrunnen steht knapp dem Grundstückszaun mit Schwengel und Austritt parallel zu diesem. Ein Schild verweist, dass der Brunnen Kein Trinkwasser gibt. Er wird jedoch von Anwohnern benutzt und fördert schnell Wasser, obwohl Ventil, Kolben, Bolzen defekt sind. |
| Zehld    | 043         | Goethestraße 49 Lage Krumme Lanke                                                | Wolf                          | 10–15 m          | An der Mündung der Goethestraße auf die Fischerhüttenstraße entsteht durch die Grundstücksgrenzen ein Dreieckfläche, der Straßenlauf führt westlich am Eckgrundstück 48 entlang. Der Brunnen steht an der Gehwegseite vor Eckgrundstück 51. Der Wolfbrunnen mit grüner Säule hat einen blauen Austritt ohne gesonderte Platte für den Ablauf von Pumpwasser, das in den unbefestigten Boden gelangt. Der Schwengel mit einem rhombenförmigen Gegengewicht als Handgriff wurde mit einer Kette gegen Benutzung gesichert. Zudem ist das Hinweisschild „Kein Trinkwasser“ ist am Brunnenkörper auf der Austrittsseite angebracht. Der Brunnen ist im Eigentum des Landes Berlin. |
| Dahle    | 044         | Kehler Weg ggü. 1 Lage Dahlem 100 Anwohner                                       | Wolf                          | 15–20 m          | Der Brunnen (OSM-ID: 886370043) steht vor dem Haus 4 des Studentenwohnheim Salvador Allende an der westlichen Straßenseite 30 Meter nördlich der Saargemünder Straße, 150 Meter vom Bahnhof Thielplatz. Der Brunnen fördert Wasser. Der Brunnen ist im Eigentum des Landes Berlin. |
| Dahle    | 045         | Clayallee (#43*45) ggü. Rudolf-Steiner-Schule Lage Zehlendorf Eiche 100 Anwohner | Wolf                          | 10–15 m          | Der Straßenbrunnen (blau/grün) steht auf der Westseite der Clayalle gegenüber vom Eingang der Rudolf-Steiner-Schule (Auf dem Grat 3). Das Grundstück hat die Adresse Clayallee 128. Die Form des Brunnenkörpers steht für eine nachgebesserte Schliephacke mit dem rhombenartigen Handgriff des Schwengels und einem dreieckigen Ansatz für den Schwengelbolzen zum Hubkolben. Der Wasseraustritt ist ein verstärktes Rohr, dessen Ablauf auf die Grünfläche gelangt. Der Brunnen fördert Wasser. |
| Dahle    | 046         | Käuzchensteig (ggü. #1)/Fohlenweg Lage Hüttenweg                                 | Wolf                          | 15–20 m          | Der Brunnen steht am nördlichen Gehsteig des Käuzchensteigs zwischen der Wendekehre (30 Meter) und dem Fohlensteig (20 Meter). Das gegenüberliegende Eckgrundstück Nummer 1 des Käuzchensteigs zur Clayallee ist unbebaut, vom Ausläufer des Grunwewalds belegt, der sich nach Norden zwischen Fohlenweg und Clayallee fortsetzt. Der Brunnenstandort hat eine Entfernung von 300 Metern zum Teich am Käuzchensteig und 200 Meter zum Pücklerteich. Der Wolfständer mit grüner Säule hat einen blauen von oben verkleideten Austritt und einen blauen Schwengel mit rautenförmigem Schwengelgewicht als Handgriff. Der Brunnen fördert kein Wasser. Der Brunnen ist im Eigentum des Landes Berlin. |
| Dahle    | 047         | Gregor-Mendel-Straße ggü. 8 Lage Dahlem                                          | Wolf                          | 15–20 m          | Der Brunnen (OSM-ID: 2672518819) steht am westlichen Straßenrand 20 Meter nördlich der gegenüber mündenden Milowstraße. Der Brunnen ist im Eigentum des Landes Berlin. |
| Dahle    | 048         | Sophie-Charlotte-Straße (#50) / Clayallee Lage Hüttenweg                         | Wolf                          | 20–30 m          | Der Brunnen (OSM-ID: 2031913988) steht an der Nordseite der auf die Clayallee mündenden Sophie-Charlotte-Straße nahe zum Grundstück Waltraudstraße 1 und Clayallee. Der Brunnen wurde südlich eines Abschnitte geringeren Flurabstands gebohrt. Der Brunnen steht in Dahlem, die Ortsteilgrenze zu Zehlendorf verläuft an der Waltraud-/ Sundgauer Straße. Der Brunnen ist im Eigentum des Landes Berlin. |
| Schla    | 049         | Hedwig-und-Georg-Flatow-Platz Lage Fischerhüttenstraße                           | Wolf                          | 20–30 m          | Der Listenstandort des Brunnen ist „Niklasstraße 18“. Er steht an der Südseite der Niklasstraße die mit der Rhuneweg und der Lindenthaler Allee den Platz umschließt. Das dem Brunnen gegenüberliegende Grundstück ist mit Lindenthaler 21 adressiert. Ein „Kein-Trinkwasser“-Schild ist am Brunnen nicht angebracht. Der Brunnen ist im Eigentum des Landes Berlin. |
| Zehld    | 050         | Potsdamer Chaussee ggü. 20a (18–22) Lage Zehlendorf Mitte 650 Anwohner           | Wolf                          | 10–15 m          | Der Brunnen steht an der südlichen Straßenseite gegenüber der Häuserzeile 18–22a (zwischen Bergengruenstraße und Ilsensteinweg), die zur „Am Heidehof“-Siedlung gehört. Der Wolfsständer mit verkleidetem Austritt und rhombenförmigen Handgriff am Schwengel steht auf einem Pflastermosaik in der Rasenfläche neben dem Gehweg. Der Wasseraustritt ist von der Straßenweg zum Rasen gerichtet, wohin auch der Ablauf fließt. So ist der Hinweis auf Kein Trinkwasser ebenfalls zur Rasenfläche gerichtet, während der Schwengel quer dazu befestigt ist. Bei der Befahrungen von 2008 ist er vorhanden, benachbarte Bild entstand im September 2018. Auf den Befahrungsdaten von 2014 ist er nicht markiert, (wohl) da er über Fußsteigbreite von der Straße entfernt ist. Die Gebäude an der Brunnenseite hinter der Grünfläche sind Charles-H.-King-Straße 12 (siebengeschossig) und N°18 (dreigeschossig, westlicher). Der Brunnen fördert Wasser. Der Brunnen ist im Eigentum des Landes Berlin. |
| Zehld    | 051         | Hoffbauerpfad 27 Lage Zehlendorf Süd                                             | Wolf                          | 03–4 m           | Der Brunnen steht im Hofbauerpfad, einem Fuß- und Gehweg zwischen Sachtlebenstraße (40 Meter) und Hans-Böhm-Zeile (110 Meter). Es ist Zugang zu den anliegenden Grundstücken. Der Standort befindet sich auf der westlichen Seite in einer Betonplatte von Mosaikpflaster umgeben am Grundstückszaun des Gartens von Sachtlebenstraße 17, wobei die Planung bis Anfang der 1970er Jahre einen breiteren Weg vorsah, sodass der vorhandene Wolfständer (wohl) Ende der 1970er Jahre aufgestellt wurde, es ist wenig wahrscheinlich, dass er mitten auf dem Weg gesetzt worden wäre. Der Ständer in blau und grün ähnelt der Weddinger Art der Wolf-Brunnenständer. Der Schwengel ist mit einer Kette gegen Benutzun abgesperrt. Das Kein Trinkwasser-Schild ist über dem Austritt vorhanden. Der Ablauf fällt auf eine Platte im Rasenmosaik. Der Brunnen ist im Eigentum des Landes Berlin. |
| Wanns    | 052         | Glienicker Straße ggü. 29 Lage Wannsee 650 Anwohner                              | Wolf                          | 20–30 m          | Der Brunnen steht an der Nordseite der Glienicker Straße. Der Standort liegt vor dem in den 1990er Jahren angelegten Spielplatz – 30 Meter zur Mündung der Glienicker Straße auf die Schäferstraße. Ende der 1960er Jahre wurde die direkte Straßenführung durch eine rechtwinklige Mündung geändert. Der Brunnen von der Art eines Weddinger Wolfständers mit überfangenem Austritt und Rautenhandgriff fördert aktiv Wasser. Das Hinweisschild zu Kein Trinkwasser ist vorhanden. Der Ablauf erfolgt auf eine „Charlottenburger Platte“ und gelangt über das umgebende Pflaster in die Rinnsteinschleuse. Der Stölpchensee liegt 200 Meter nach Südost. Der Brunnen fördert Wasser. Der Brunnen ist im Eigentum des Landes Berlin. |
| Dahle    | 053         | Messelstraße ggü. 1 Lage Dahlem 400 Anwohner                                     | Wolf                          | 15–20 m          | Der Brunnen steht am nordöstlichen Gehsteig der Messelstraße 20 Meter zur Straßenflucht Dohnenstieg, gegenüber der Nordecke der dreieckigen Verkehrsinsel. Der Brunnen fördert Wasser. |
| Dahle    | 054         | Königin-Luise-Straße neben 35 Lage Dahlem 250 Anwohner                           | Wolf                          | 20–30 m          | Der Brunnen (OSM-ID: 775342937) steht an der Ostseite von Im Winkel nördlich Straßenecke der Königin-Luise-Straße (BA: Im Winkel ggü. Nr. 39). An der Wolf-Säule ist das blau lackierte Austrittsrohr mit seinem Fuß am Zylinder angeschraubt, der Ansatz verjüngt sich zum Auslaufende, wo sich der Eimerhaken befindet. Die Schwengeleinheit ist ebenfalls blau lackiert, während die Säule grün ist. Der Brunnen fördert Wasser. |
| Schla    | 055         | Klopstockstraße / Ecke Elvirasteig Lage Krumme Lanke 350 Anwohner                | Wolf                          | 30–40 m          | Der funktionsfähige Brunnen (OSM-ID: 5972744054) steht auf einem mit Kopfsteinpflaster ausgelegten Bereich auf dem Grünstreifen zwischen Fußweg und Fahrbahn der Klopstockstraße, etwa 30 Meter südwestlich der Ecke zum Elvirasteig. Die Säule ist grün lackiert, Wasserauslass und Handschwengel sind blau. Ein Schild warnt, dass die Pumpe kein Trinkwasser fördert. Der Brunnen fördert Wasser. |
| Dahle    | 056         | Landoltweg ggü. 21–23 Lage Thielallee 250 Anwohner                               | Wolfsäule (Rautenhandgriff)   | 15–20 m          | Unweit vom U-Bahnhof Freie Universität steht der Brunnen (OSM-ID: 1456179198) 30 Meter in den Landoldtweg an dessen Südseite. Das gegenüberliegende Eckgrundstück vom Neubauhaus Brümmerstraße 64 und vor dem Park am Studententeich. Unweit befindet sich der U-Bahnhof Freie Universität und im Nordwesten die Landoldtwegbrücke. Das zylindrische Brunnenrohr ist grün und der Handschwengel mit dem Aufsatz blau lackiert. Bei dieser Lackierung liegt der Schluss nahe, dass der Schwengel ersetzt wurde, während der Zylinder erhalten blieb. Der Brunnen fördert Wasser. |
| Zehld    | 057         | Argentinische Allee ggü. 120 Lage Fischtal 350 Anwohner                          | Wolf                          | 10–15 m          | Der in der Säule grünlackierte Straßenbrunnen steht auf einem Pflastermosaik des westlichen Mittelstreifen der Argentinischen Allee Ecke Onkel-Tom-Straße an der Ampel (BA: Argentinische Allee ggü. Nr. 125). Das verstärkte Austrittsrohr und die Schwengeleinheit sind blau lackiert. Der Brunnen fördert Wasser. |
| Zehld    | 058         | Leo-Baeck-Straße ggü. 48 Lage Teltower Damm                                      | <Wolf>                        | 07–10 m          | Der Brunnen steht an der Nordostecke des Heinrich-Laehr-Parks, Südseite der Leo-Baeck-Straße, 75 Meter westlich der Jänickenstraße. Auf Grund von Funktionsmangel wurde der Brunnen Zd058 stillgelegt und gezogen, jedoch ist durch Überbohrung an dieser Stelle eine Wiederaufstellung der öffentlichen Zapfstelle zur Notversorgung geplant. Der Brunnen ist im Eigentum des Landes Berlin. |
| Zehld    | 059         | Jänickestraße 54b Lage Teltower Damm                                             | Wolf                          | 07–10 m          | Der Brunnen steht 20 Meter von der Seehofstraße an der Westseite der Jänickestraße vor dem zweigeschossigen Wohnhaus an der Nordwestecke mit Seehofstraße 69a adressiert. Der Brunnen ist im Eigentum des Landes Berlin. |
| Zehld    | 060         | Leuchtenburgstraße ggü. 1 Lage Teltower Damm                                     | <Wolf>                        | 07–10 m          | Der Brunnen steht an der Ostseite der Leuchtenburgstraße vor dem Grundstück Leo-Baeck-Straße 7. Der Brunnen steht auf der breiten Grünfläche entlang der Leuchtenburgstraße 15 Meter von der Leo-Baeck-Straße auf einem Pflastermosaik zwischen dem Fußweg. An der Westecke befindet sich ein Gebäude der Neuapostolischen Kirche. In der Leuchtenburgstraße ist ein neuer Brunnenstandort durch Überbohrung für geplante Kosten von 30.000,00 € eingeplant. Der Brunnen ist im Eigentum des Landes Berlin. |
| Wanns    | 061         | Wickenhagenweg ggü. 1 Lage Wannsee 350 Anwohner                                  | Rümmler                       | 04–7 m           | Der Brunnen (OSM-ID: 1359479562) steht am Westrand des Wickenhagenwegs südlich im Winkel mit Am kleinen Wannsee. Das Ufer des Kleinen Wannsees ist 130 Meter entfernt, der Flurabstand verringert sich bis dahin. Der Brunnen fördert Wasser. |
| Nikol    | 062         | Dreilindenstraße neben 80 Lage Nikolassee                                        | Rümmler                       | 10–15 m          | Der Brunnen steht an der Nordseite der Dreilindenstraße in einer Entfernung von 25 Meter zur Nibelungenstraße. Der Bahnhof Wannsee liegt unweit über die Nibelungenstraße hinweg. Auf der gegenüberliegenden Straßenseite befindet sich das Seniorenheim Haus Dreilinden. Der Brunnen steht in der Rasenfläche zwischen einem Pflastermosaik einer Platte für den Abflauf. Ein Kein Trinkwasser-Schild ist vorhanden. Der Schwengel ging schwer, aber er förderte Wasser. |
| Zehl     | 063         | Fischerhüttenstraße 39a Lage Fischerhüttenstraße                                 | Rümmler                       | 10–15 m          | 100 Meter östlich vom Brunnenstandort liegt der Friedhof Zehlendorf Onkel-Tom-Straße an der Plüschkowstraße. Der Brunnen steht an der Nordostseite der Fischerhüttenstraße zwischen Geh- und Radweg 30 Meter von der Mündung Querstraße. |
| Dahle    | 064         | Schützallee / Sundgauer Straße 39 Lage Thielallee                                | Rümmler                       | 20–30 m          | Der Brunnen steht 20 Meter von der Sundgauer Straße an der Nordseite der Schützallee. Die nordwestliche Straßenecke des Brunnenstandorts liegt in Dahlem, die gegenüberliegenden im Ortsteil Zehlendorf. |
| Dahle    | 065         | Schwendener Straße ggü. 1 Lage Thielallee                                        | Rümmler                       | 10–15 m          | Der Straßenbrunnen (OSM-ID: 715203876) Nummer 65 steht gegenüber vom Eingang des FU-Gebäudes Schwendener Straße 1 und ist 15 Meter von der Straßenecke der Altensteinstraße entfernt. Diese Plumpe (Altenstein- /Schwendener Straße) besitzt ein grünes Rohr mit dem Kolbengestänge, der Schwengel und der Auslaufteil ist blau gestrichen. Ausfluss und Schwengel liegen parallel zum Straßenrand, der Pumpenüberlauf versickert auf dem Kleinpflaster des Gehwegrandes. Der Entwurf für diesen Typ der Straßenbrunnen, auch (Schwengel-)Rümmler-Pumpe genannt, wurde 1969 von Senatsbaudirektor Hans C. Müller an den Designer Fridtjof Schliephacke vergeben. Dieser schuf ein kompaktes Modell für Berlin im Bauhausstil, dessen Material Stahl ist. Auf einem Kunststoffschild, von der Straßenecke her lesbar, oberhalb des Pumpenablaufs ist der Hinweis „Kein Trinkwasser“ angeschraubt. Ostwärts vom grünen Dreieckplatz aus Altenstein- /Schwendener- /Limonenstraße liegt – bereits im Ortsteil Lichterfelde – der Botanische Garten, hier begrenzt von Willdenowstraße und der Lichterfelder Straßenseite der Altensteinstraße. |
| Zehld    | 066         | Neuruppiner Straße 206 Lage Berlepschstraße                                      | Rümmler                       | 07–10 m          | Der Standort in der Ortslage Düppel liegt mit einem Pflastermosaik an der Nordseite der Berlepschstraße gegenüber vom viergeschossigen Wohnhaus Neuruppiner Straße 206, gegenüber von 213. Westlich vom Haus treffen sich die Neuruppiner und die Berlepschstraße am Vorplatz des ehemaligen Bahnhofs Düppel. In dem Baumstreifen hinter dem Brunnen liegt die Grenze zum Ortsteil Nikolassee, wo einst die Stammbahn verlief. 100 Meter südlich vom Brunnen und dadurch hinter den Häusern Neuruppiner Straße 207–215 liegt die Landesgrenze zu Brandenburg (Kleinmachnow). Über den zur Fahrbahn gerichteten Austritt sitzt das Hinweisschild „Kein Trinkwasser“, der Ablauf gelangt auf das Pflastermosaik im Rasenfeld vor den Resten der Bahnhofsanlage. Der Standort befindet sich in der westlichen Ecke Zehlendorfs zwischen Wannsee und Brandenburg (Kleinmachnow). |
| Nikol    | 067         | Quantzstraße 27 / Königsweg Lage Düppel                                          | Rümmler                       | 20–30 m          | Der Brunnen steht am westlichen Eckgrundstück der Quantzstraße 10 Meter vom Königsweg. Die so versorgte Siedlung liegt im Südosten vom Autobahnkreuz Zehlendorf. Östlich der Siedlung liegt der Waldfriedhof Zehlendorf. |
| Wanns    | 068         | Am Großen Wannsee 46 Lage Wannsee                                                | <Rümmler>                     | 03–4 m           | Am Westufer des Wannsee liegt hinter den Wassergrundstücken die Straße an deren östlichen Straßenrand der Brunnen steht. 60 Meter nördlich der Colomierstraße in Höhe des Ruderclub-Grundstücks (46 und 46a) besitzt der Straßenlauf eine Erweiterung mit dem Standort des Brunnens. Diese Erweiterung wird als Parkplatz genutzt. Der hier aufgestellte Rümmlerbrunnen aus den 1970er Jahren wurde stillgelegt und gezogen. Eine Neu- bzw. Wiederaufstellung an dieser oder benachbarter Lage ist als Überbohrung in der Plamnung der 2020er Jahre festgelegt. Der Brunnen ist im Eigentum des Landes Berlin. |
| Schla    | 069         | Urselweg 25–27/Niklasstraße Lage Fischerhüttenstraße                             | Rümmler                       | 07–10 m          | Der Brunnen steht an der Wendekehre vor dem Grundstück 28 des Urselwegs. Der Standort am Südrand der Wendekehre liegt neben der Zufahrt zu Grundstück Cassinohof 69. Vom Brunnenstandort führt der Urselweg als Fußweg zur Niklasstraße am Gewerbegrundstück 2c, zuvor mit Urselweg 25/27 bezeichnet. Die Kehre mit einer Fortführung als Fußweg wurde um 1970 eingerichtet, im Aufstellungszeitraum der Rümmlerpumpen. Der Brunnen ist im Eigentum des Landes Berlin. |
| Wanns    | 070         | Grüner Weg 33/Alsenstraße Lage Wannsee                                           | <Säule mit Königskappe>       | 15–20 m          | Der Brunnen (OSM-ID: 1359479542) steht zwischen den Hecken an der Südwestecke von Alsenstraße und dem mündenden Grünen Weg. Das Ufer des Pohlesees ist 200 Meter entfernt. Die Angabe auf der BA-Liste ist „Grüner Weg 27/Alsenstraße“. Der verbreiterte grüngefasste Gehweg zur Einengung der Mündung vom Grünen Weg auf Fahrbahnbreite entstand um 1977, das sollte auch der Zeitpunkt der Aufstellung des Straßenbrunnens sein. Das Eckgrundstück war als Grüner Weg 33 bezeichnet, Wohnhaus Grüner Weg 33 aus den 1990er Jahren steht als „Anbau“ an Chausseestraße 48 (von 1964). Der Brunnen Zd070 an diesem Standort ist zunächst aufgegeben und stillgelegt, sowie eingelagert. Eine Überbohrung soll eine Wiedereinrichtung dieser öffentlichen Notwasserzapfstelle ermöglichen. Der Brunnen ist im Eigentum des Landes Berlin. |
| Dahle    | 071         | Am Schülerheim 23a Lage Dahlem                                                   | Rümmler                       | 15–20 m          | Der Brunnen ist mit Föhrenweg 22 / Am Schülerheim in der Liste notiert. Nach den Befahrungsdaten von 2014 ist er an der Nordseite von Am Schülerheim vor dem Grundstück 23a markiert, 10 Meter westlich der Mündung der Föhrenstraße. Gegenüber vom Brunnen befindet sich ein Grundstück der Rudolf-Steiner-Schule Berlin (Föhrenstraße 21 / Clayallee 104). Der Brunnen fördert kein Wasser, eine Reparatur von Ventil und Kolben sind eingeplant. Der Brunnen ist im Eigentum des Landes Berlin. |
| Zehld    | 072         | Berliner Straße 1 Lage Lankwitz Süd                                              | <Krause>                      | 07–10 m          | Der Straßenbrunnen steht auf einem gepflasterten Ring auf dem Gehweg der nordöstlichen Straßenecke der Berliner zur Clayallee. Die Schmuckfunktion an diesem Brunnen wurde durch ein aus Pflastersteinen erbautes Auffangbecken unter dem Wasseraustritt der funktionsfähigen Notwasserstelle unterstützt. Dahinter befindet sich eine Bankfiliale (Commerzbank) und auf dem Gehweg befinden sich um den Brunnen zwei Sitzbänke. Der Brunnen Zd072 an der Berliner Str. 1–3 / Clayallee erfordert eine Überbohrung mit Kosten von 30.000,00 €, um an diesem Ort eine gebrauchsfähige Zapfstelle wiedereinzurichten. Der Brunnen ist im Eigentum des Landes Berlin. |
| Zehld    | 073         | Mörchinger Straße 128 Lage Zehlendorf Mitte 1850 Anwohner                        | Rümmler                       | 07–10 m          | Der Brunnen steht direkt vor dem Siedlungshaus an der Nordseite der Mörchinger Straße, 60 Meter vom Straßenbogen im Westen. Die Sundgauer Straße quert 210 Meter nach Osten. Der Brunnen fördert Wasser. Der Brunnen ist im Eigentum des Landes Berlin. |
| Zehld    | 074         | Nieritzweg 1/Teltower Damm Lage Teltower Damm                                    | Rümmler                       | 07–10 m          | Der Brunnen steht an der Straßensüdseite vor dem Eckgrundstück Teltower Damm 192. Vom Teltower Damm ist der Standort 20 Meter entfernt. Jenseits am Teltower Damm liegt das Gelände des „Evangelischen Pflegewerks Schönow“. Der Brunnen ist im Eigentum des Landes Berlin. |
| Zehld    | 075         | Fürstenstraße ggü. 3 Lage Fischerhüttenstraße 750 Anwohner                       | Rümmler                       | 10–15 m          | Die PLZ 14163 in der Landesliste belegt den Standort in Zehlendorf und nicht in Lichterfelde (12207). Der Brunnen steht an der Westseite der Fürstenstraße am Rand vom grünen Mittelplatz, der aus Fürsten-/Forst-/Sven-Hedin-Straße gebildet wird. Der Standort liegt dabei 20 Meter zur Forststraße und 40 Meter zur Sven-Hedin-Straße entfernt. Der Brunnen fördert Wasser. Der Brunnen ist im Eigentum des Landes Berlin. |
| Dahle    | 076         | Jürgen-Fuchs-Platz Lage Thielallee                                               | Lauchhammer (Reko I)          | 20–30 m          | Der Straßenbrunnen (OSM-ID: 974756800) steht auf dem Jürgen-Fuchs-Platz (Königin-Louise-Allee 22). Der Standort des attraktives Brunnen ist auf dem gerundeten Platz südöstlich der Mündung der Arnimallee auf die Königin-Luise-Straße auf der Rasenfläche als Zierde des Schmuckplatzes. Die Reliefinschrift am Spiegel des Kopfteils „Schoening Berlin“ und die Jahreszahl „1978“ mit dem „Symbol S“ weisen auf die zu diesem Zeitpunkt rekonstruierten Lauchhammerbrunnen als verschiedene Designelemente neu angefertigt wurden. Der Schwengelaufschlagpunkt am Ständer besitzt eine Hartgummidämpfung. Nach dem Vermerk von 2004 ist der Brunnen funktionsfähig, zum Ende der 2010er Jahre war er nicht betriebsbereit und förderte kein Wasser. Eine Bandschelle ist am Brunnen, ein Schild „Kein Trinkwasser“ jedoch nicht. Dem Wasseraustritt gegenüber befindet sich das Relief eines Berliner Bären (was diese Brunnenständer vom Charlottenburger Typ unterschied). Der übliche geformte Deckel zum Frosthahn- und Armaturbereich ist durch eine einfache ovale Platte ersetzt. |
| Schla    | 077         | Spanische Allee/Tewsstraße Lage Nikolassee                                       | Rümmler                       | 20–30 m          | Der Brunnen (OSM-ID: 4225441096) steht am nördlichen Gehwegrand der Tewsstraße vor der Anlage an der westlichen Straßenecke mit der Spanischen Allee. Am weiteren Verlauf der Spanischen Allee nach Osten steht das Evangelische Krankenhaus Hubertus. Der Brunnen ist im Eigentum des Landes Berlin. |
| Schla    | 078         | Matterhornstraße 101/Spanische Allee Lage Nikolassee                             | Rümmler                       | 20–30 m          | Der Brunnen steht am südlichen Gehsteigrand der Matterhornstraße 20 Meter von deren spitzwinkligen Mündung auf die Spanische Allee. Auf dem Eckgrundstück befindet sich das „Gasthaus an der Rehwiese“. Der Brunnen ist im Eigentum des Landes Berlin. |
| Nikol    | 079         | Wiesenschlag 4 Lage Düppel                                                       | <Rümmler> <abgebaut>          | 10–15 m          | Der Brunnen stand am Westrand vom Yehudi-Menuhin-Park (Grundstück 3) zum Parkplatz und Gebäude des Bio-Marktes. Jedoch ist er auf dem Bildlauf der Befahrung von 2008 nicht zu sehen, auch bei der Senats-Straßenbefahrung von 2014 ist er nicht markiert. Der Brunnen Zd079 wurde stillgelegt, gezogen und eingelagert. Für den Wiedereinsatz als Notwasserversorgung ist eine Überbohrung angesetzt, um für diese Wohngegend die vorgeschriebene Notwasserversorgung wieder zu ermöglichen. Der Brunnen ist im Eigentum des Landes Berlin. |
| Stegl    | (ZierXX)    | Gritznerstraße 69 Lage Fichtenberg                                               | Lauchhammer Typ II            | 15–20 m          | Der Straßenbrunnen (OSM-ID: 1169056645) steht im Vorgarten der Gritznerstraße 69 und wurde zur Dekoration aufgestellt. Er ist ohne Funktion und (wohl) ohne Quellrohr und steht in einem Platz aus Pflastersteinen. Es handelt sich um einen Lauchhammerbrunnen II mit geändertem Kopfteil. Statt des Kegels ist der obere kugelkappige Abschluss mit einer Kugel besetzt und scheidet sich von der üblichen Ausstattung. Der Wasserauslauf ist als Drachenkopf gestaltet. Mitunter wurden fehlende Teile an solchen über 100 Jahre alten Brunnenkörpern nachgegossen. Am unteren Teil ist der Berliner Bär als Wappen angebracht. |

## Kiezgröße und Anzahl der aufgestellten Brunnen
Bei der Einführung der Trinkwasserverlordnung wurde 1951 ein Straßenbrunnen für 3500 Einwohner gefordert. Nach Prüfung der Bedürfnisse wurde die Richtzahl 1969 auf 2500 Einwohner geändert. Diese Zahl wurde in den Folgejahren auf 1500 Einwohner je Notbrunnen ausgerichtet. Im Bezirk stehen 220 Brunnen für 305.450 Einwohner so kann die Richtzahl an Notwasserstellen erreicht werden. Begrenzend sind allerdings die Haushaltsmittel, so wurden Brunnen außer Betrieb genommen oder gezogen. Die folgende Tabelle gibt einen Überblick der Verteilung der „Plumpen“ auf die Planungsräume nach dem System der lebensweltlich orientierten Räume (LOR). Die Nutzungskategorien der Flächen des jeweiligen Planungsraums sind ergänzend hinzugefügt.
| Bezirksregion (Ortsteil) | „Kiez“/ LOR Planungsraum    | LOR-Nummer Sozialdaten | Flächen nutzung    | Einwohner | Brunnen |
| ------------------------ | --------------------------- | ---------------------- | ------------------ | --------- | ------- |
| Schloßstraße             | Fichtenberg                 | 06 01 01 01            | Wohnnutzung        | 06.859    | 05      |
| Schloßstraße             | Schloßstraße                | 06 01 01 02            | Wohnnutzung        | 08.764    | 06      |
| Schloßstraße             | Markelstraße                | 06 01 01 03            | Wohnnutzung        | 06.365    | 04      |
| Albrechtstraße           | Munsterdamm                 | 06 01 02 04            | Wohnnutzung        | 06.930    | 04      |
| Albrechtstraße           | Südende                     | 06 01 02 05            | Wohnnutzung        | 09.613    | 09      |
| Albrechtstraße           | Stadtpark                   | 06 01 02 06            | Wohnnutzung        | 07.686    | 06      |
| Albrechtstraße           | Mittelstraße                | 06 01 02 07            | Wohnnutzung        | 07.819    | 05      |
| Albrechtstraße           | Bergstraße                  | 06 01 02 08            | Wohnnutzung        | 06.715    | 04      |
| Albrechtstraße           | Feuerbachstraße             | 06 01 02 09            | Wohnnutzung        | 09.150    | 09      |
| Albrechtstraße           | Bismarckstraße              | 06 01 02 10            | Wohnnutzung        | 04.923    | 04      |
| Lankwitz                 | Alt-Lankwitz                | 06 02 03 01            | Wohnnutzung        | 05.004    | 07      |
| Lankwitz                 | Komponistenviertel Lankwitz | 06 02 03 02            | Wohnnutzung        | 05.524    | 05      |
| Lankwitz                 | Lankwitz Kirche             | 06 02 03 03            | Wohnnutzung        | 07.405    | 03      |
| Lankwitz                 | Kaiser-Wilhelm-Straße       | 06 02 03 04            | Wohnnutzung        | 06.743    | 04      |
| Lankwitz                 | Gemeindepark Lankwitz       | 06 02 03 05            | Wohnnutzung        | 011.666   | 05      |
| Lankwitz                 | Lankwitz Süd                | 06 02 03 06            | Wohnnutzung        | 06.455    | 09      |
| Ostpreußendamm           | Thermometersiedlung         | 06 02 04 07            | 18 % Wohnen        | 04.606    | 03      |
| Ostpreußendamm           | Lichterfelde Süd            | 06 02 04 08            | Wohnnutzung        | 06.864    | 04      |
| Ostpreußendamm           | Königsberger Straße         | 06 02 04 09            | Wohnnutzung        | 08.251    | 06      |
| Ostpreußendamm           | Oberhofer Platz             | 06 02 04 10            | Wohnnutzung        | 07.075    | 08      |
| Ostpreußendamm           | Schütte-Lanz-Straße         | 06 02 04 11            | Wohnnutzung        | 08.546    | 06      |
| Teltower Damm            | Berlepschstraße             | 06 03 05 01            | Wohnnutzung        | 05.834    | 04      |
| Teltower Damm            | Zehlendorf Süd              | 06 03 05 02            | Wohnnutzung        | 05.649    | 04      |
| Teltower Damm            | Zehlendorf Mitte            | 06 03 05 03            | Wohnnutzung        | 011.720   | 08      |
| Teltower Damm            | Teltower Damm               | 06 03 05 04            | Wohnnutzung        | 011.042   | 08      |
| Drakestraße              | Botanischer Garten          | 06 03 06 05            | 35 % Wohnen        | 06.913    | 05      |
| Drakestraße              | Hindenburgdamm              | 06 03 06 06            | Wohnnutzung        | 05.232    | 02      |
| Drakestraße              | Goerzwerke                  | 06 03 06 07            | 15 % Wohnen        | 02.968    | 0--     |
| Drakestraße              | Schweizer Viertel           | 06 03 06 08            | Wohnnutzung        | 013.364   | 09      |
| Drakestraße              | Augustaplatz                | 06 03 06 09            | Wohnnutzung        | 012.105   | 06      |
| Drakestraße              | Lichterfelde West           | 06 03 06 10            | Wohnnutzung        | 08.329    | 08      |
| Zehlendorf Südwest       | Wannsee                     | 06 04 07 01            | 10 % Wohnen (Wald) | 010.200   | 11      |
| Zehlendorf Südwest       | Düppel                      | 06 04 07 02            | 20 % Wohnen (Wald) | 05.301    | 02      |
| Zehlendorf Südwest       | Nikolassee                  | 06 04 07 03            | 14 % Wohnen (Wald) | 011.013   | 08      |
| Zehlendorf Nord          | Krumme Lanke                | 06 04 08 04            | 25 % Wohnen (Wald) | 07.576    | 04      |
| Zehlendorf Nord          | Fischerhüttenstraße         | 06 04 08 05            | Wohnnutzung        | 05.405    | 06      |
| Zehlendorf Nord          | Fischtal                    | 06 04 08 06            | Wohnnutzung        | 07.283    | 05      |
| Zehlendorf Nord          | Zehlendorf Eiche            | 06 04 08 07            | Wohnnutzung        | 05.753    | 03      |
| Zehlendorf Nord          | Hüttenweg                   | 06 04 08 08            | 15 % Wohnen (Wald) | 04.594    | 02      |
| Zehlendorf Nord          | Thielallee                  | 06 04 08 09            | 35 % Wohnen        | 05.120    | 05      |
| Zehlendorf Nord          | Dahlem                      | 06 04 08 10            | Wohnnutzung        | 07.066    | 08      |

## OpenStreetMap
- Straßenbrunnen in Berlin - OpenStreetMap Wiki. In: wiki.openstreetmap.org. 21. Juni 2010, abgerufen am 8. Februar 2018 (englisch).
- Straßenbrunnen des Bezirks in OpenStreetMap erfasst
- Brunnenstandorte im Bezirk Steglitz-Zehlendorf auf OSM übertragen